# Список персонажей серии Ace Attorney

Иллюстрация, приуроченная к двадцатилетию серии и изображающая основных персонажей франшизы

Данный список содержит перечень персонажей из серии визуальных новелл Ace Attorney. Действия игры связаны с судебным процессом и неотъемлемой детективной составляющей, поэтому большая часть героев — это адвокаты, прокуроры, свидетели и т. д.

## ПерсонажиPhoenix Wright: Ace Attorney
| Английский        | Японский                        | Французский       | Португальский      | Немецкий          | Русский                               |
| ----------------- | ------------------------------- | ----------------- | ------------------ | ----------------- | ------------------------------------- |
| Phoenix Wright    | 成歩堂龍 (Рюити Наруходо)       | Phoenix Wright    | Fênix Veríssimo    | Phoenix Wright    | Рюити Хорасё или Феникс Райт          |
| Mia Fey           | 綾里千尋 (Тихиро Аясато)        | Mia Fey           | Aline Sato         | Mia Fey           | Мия Асато или Мия Фей                 |
| Maya Fey          | 綾里真宵 (Маёй Аясато)          | Maya Fey          | Alice Sato         | Maya Fey          | Мая Асато или Майя Фей                |
| Miles Edgeworth   | 御剣怜侍 (Рэйдзи Мицуруги)      | Benjamin Hunter   | Eduardo Spada      | Miles Edgeworth   | Рэйдзи Катанара или Майлз Эджворт     |
| Dick Gumshoe      | 糸鋸 圭介 (Кэйсукэ Итонокогири) | Dick Tektiv       | Dênis Gaspar       | Dick Gumshoe      | Хироси Итоноко или Дик (Ричард) Гамшу |
| Larry Butz        | 矢張政志 (Масаси Яхари)         | Paul Defès        | Mauro Vário        | Larry Butz        | Этто Яхари или Ларри Батц             |
| Manfred von Karma | 狩魔 豪 (Го: Карума)            | Manfred von Karma | Manfredo von Karma | Manfred von Karma | Амрак Карма или Манфред фон Карма     |
| Ema Skye          | 宝月 茜 (Аканэ Хо: дзуки)       | Ema Skye          | Ema Ciel           | Ema Skye          | Эма Ходзуки или Эма Скай              |

### Главные герои
- Феникс Райт (англ. Phoenix Wright) — главный герой игры. Молодой адвокат, для которого справедливость и помощь людям превыше всего. Одет в синий классический костюм с красным галстуком. Носит на лацкане костюма свой фирменный значок адвоката. Феникс добродушен, прост и решителен. Ради своих клиентов и правды он готов бросить вызов даже самым опасным оппонентам и раскрыть самые сложные дела.
- Мия Фей (англ. Mia Fey) — наставница Феникса. Опытный адвокат, со-адвокат в первом деле. Является главой юридического бюро «Фей и Ко». Носит классический чёрный пиджак, юбку, а также магатаму семьи Фей. Погибает в самом начале второго дела. В некоторых делах она возвращается в образе духа, призванного Майей или Перл.
- Майя Фей (англ. Maya Fey) — младшая сестра Мии, помощница Феникса, спиритический медиум. Впервые появляется как подозреваемая во втором деле. Носит укороченное кимоно фиолетового цвета. Способна связаться с душой умершего человека. Несколько болтлива, но очень добра и эмоциональна. Помешана на бургерах.
- Майлз Эджворт (англ. Miles Edgeworth) — молодой прокурор, друг детства Феникса. В детстве мечтал стать адвокатом, но трагическая смерть отца разрушила эти мечты. Воспитанный Манфредом фон Кармой, Майлз стал влиятельным и опытным прокурором. В начале игре считалось, что он делает всё для обвинительного приговора. Носит красный классический костюм с жабо. По мере сюжета он существенно изменился и пересмотрел свои принципы, решив встать на сторону правды и правосудия. Эджворт любит пить чай у себя в кабинете и является тайным фанатом шоу про Стального Самурая.
- Ричард «Дик» Гамшу (англ. Richard «Dick» Gumshoe) — детектив, друг и напарник Эджворта. Мужчина средних лет, эмоционален, обращается ко всем «приятель», к друзьям добр, предан и всегда готов прийти на помощь. Довольно неопрятно одет, носит грязное зеленоватое пальто (которое, как оказывается позже, на самом деле было бежевым). Помогает как прокурору Эджворту, так и главным героям, берёт на себя предварительное расследование. Весьма некомпетентен из-за чего часто получает убавки от зарплаты, однако работает с искренним энтузиазмом. Большой любитель сарделек с рисом.
- Ларри Батц (англ. Larry Butz) — друг детства Майлза и Феникса. Неудачливый, но вместе с тем жизнерадостный парень. Первый подзащитный в серии. Каждый раз одевается по-разному, появляясь во время расследований Феникса и Майлза. У него часто меняются девушки, из-за чего он часто меняет род деятельности. Помогает Фениксу во время последнего дела.
- Судья (англ. The Judge) — повторяющийся персонаж в серии, ведёт почти все дела Феникса Райта и его друзей. Лыс, обладает пышной седой бородой. По большей части является комичным персонажем, часто не понимающим происходящего. Несмотря на это, он компетентный и мудрый судья, который всегда оглашает справедливый приговор.

### Эпизодические герои

#### Первый поворот
- Уинстон Пейн (англ. Winston Payne), он же «Убийца новичков» (англ. Rookie Killer) — прокурор в первом деле. Мужчина средних лет в сером костюме и очках. Предстаёт как первый прокурор Феникса. Весьма слабохарактерная личность, имеющая о самом себе весьма высокое мнение.
- Синди Стоун (англ. Cindy Stone) — жертва убийства и бывшая девушка Ларри Батца. Работала моделью. По словам Уинстона Пейна, имела много «папиков», которые её содержали.
- Фрэнк Соуит (англ. Frank Sahwit) — продавец газет и единственный свидетель стороны обвинения. Хитрый и льстивый, но глупый и невнимательный вор-домушник. В порыве эмоций убил Синди, которая стала свидетелем его преступлений, ударом по голове статуэткой. Носит парик, скрывающий его лысину. Когда Феникс обвиняет Соуита во лжи, тот свирепеет и швыряет парик в лицо адвоката. После окончательного разоблачения Фрэнк потерял сознание прямо за стойкой свидетеля, захлёбываясь пеной изо рта.

#### Кровный поворот
- Марвин Гроссберг (англ. Marvin Grossberg) — наставник Мии и опытный адвокат. Полный мужчина с большими усами. Помогает Фениксу с расследованием дела, а также впервые упоминает дело DL-6.
- Эйприл Мэй (англ. April May) — розоволосая секретарша Редда Уайта. Двуличная девушка: поначалу кажется очень милой, особенно к мужчинам, но на самом деле агрессивная и неприятная натура. Носит розовый пиджак и юбку.
- Коридорный (англ. Bellboy) — член персонала отеля «Gatewater». Добрый и очень вежливый человек. Хочет помочь отелю, в котором работает, стать более прибыльным. В попытках это сделать посыльный иногда переходит крайности (что является повторяющейся шуткой в играх). Всегда ходит с подносом.
- Редд Уайт (англ. Redd White) — генеральный директор конгломерата «Bluecorp». Властный и неприятный человек с высоким самомнением. Заведует компанией, чья основная цель — нахождение и создание компроматов, а также из-за деятельности компании и его самого было доведено до суицида множество людей. Носит розовый классический костюм и золотые перстни на каждом пальце руки. В зависимости от версии игры (японской или английской) предстаёт либо японцем, хвастающимся знанием английского, либо же американцем, хвастающимся знанием испанского. Убил Мию Фей, дабы та не раскрыла его преступления. В суде Феникс, с помощью призванной Мии, победил бизнесмена, зачитав список имён людей, которых Уайт шантажировал, что вынудило того признаться в убийстве.
- Мисти Фей (англ. Misty Fey) — пропавшая мать Майи и Мии. Являлась ключевой фигурой в деле DL-6, представала как спиритический медиум.

#### Самурайский поворот
- Уилл Пауэрс (англ. Will Powers) — актёр «Стального самурая». Подозреваемый в деле об убийстве Хаммера. Крупный мужчина с длинными волосами и бакенбардами. Хоть он может показаться страшным, в душе он добр, особенно к детям.
- Джек Хаммер (англ. Jack Hammer) — жертва, играл Злого магистрата — злодея в «Стальном самурае». В прошлом очень известный и любимый многими актёр. Однажды он случайно убил актёра по имени Мануэль, после чего Джеком стала шантажировать Ди Васкес и давать ему мелкие роли. Обозлённый Хаммер в один день решил отомстить Васкес и переоделся в костюм Стального самурая с целью убить ненавистного продюсера. Однако конфронтация закончилась совсем не так, как планировал Хаммер: он упал и погиб точно так же, как погиб и Мануэль многие годы назад, насаженный на острый край железного забора.
- Венди Олдбэг (англ. Wendy Oldbag) — очень болтливая старая охранница Global Studios. Старушка в синем костюме охранника и седыми волосами. Вспыльчива, но при этом падка на мужчин с большой властью. Впоследствии влюбится в Майлза Эджворта и будет оказывать всяческие знаки внимания к нему в других играх серии.
- Пенни Николс (англ. Penny Nichols) — ассистентка на студии. Помешана на картах по Стальному самураю.
- Коди Хэкинс (англ. Cody Hackins) — фанат «Стального самурая». Мальчик двенадцати лет, свидетель убийства Джека Хаммера.
- Сэл Манелла (англ. Sal Manella) — режиссёр телесериала «Стальной самурай: Воин Новодревнего Токио». Толстый, неприятного вида мужчина, носящий длинную косу и очки. Фанатеет от аниме, разговаривает на интернет-сленге.
- Ди Васкес (англ. Dee Vasquez) — продюсер «Стального самурая» в Global Studios. Холодная и немногословная женщина, постоянно курящая трубку. С её приходом дела у студии пошли в гору. За смерть Мануэля шантажировала Хаммера, что в последующем привело к его конфронтации с ней на студии 2. В последующей драке актёр случайно упал на острие забора и погиб. В попытке скрыть истинную причину его смерти Васкес и Манелла перевезли его тело на студию 1, подстроив всё так, будто Хаммера кто-то ударил копьём. Когда правда о смерти Хаммера всё-таки вскрылась, Васкес от злости переломала свою курительную трубку, но быстро пришла в себя и поздравила Феникса Райта с победой, не позволив поражению разрушить её стоический характер. Её фамилия, возможно, происходит от гор Vasquez Rocks, популярного места для съёмок фильмов.

#### Поворот на прощание
- Лотта Харт (англ. Lotta Hart) — эксцентричный фотограф, которая пытается запечатлеть озёрного монстра Гурди. Студентка, приехавшая из деревни и носящая причёску в стиле афро, а также зелёный спортивный костюм. Она запечатлела на фотографии момент выстрела в жертву, когда она и предполагаемый убийца находились на лодке посреди озера.
- Роберт Хаммонд (англ. Robert Hammond) — жертва, участник дела DL-6. В прошлом одарённый адвокат, известный своим недоверием к собственным клиентам и сомнительными способами добиться невиновного приговора. Был убит Янни Йоги в отместку за разрушение своей жизни.
- Грегори Эджворт (англ. Gregory Edgeworth) — отец Майлза Эджворта, опытный адвокат, а также жертва в деле DL-6. Единственный, кто сумел испортить идеальную серию побед Манфреда фон Кармы. Для него были важны справедливость и честь. Его застрелил Манфред фон Карма, когда Грегори, Янни Йоги и маленький Майлз застряли в лифте и потеряли сознание от кислородного голодания. В попытке выявить убийцу полиция прибегла к помощи медиума, но вызванный дух Грегори ошибочно обвинил в убийстве Йоги.
- Янни Йоги (англ. Yanni Yogi) — подозреваемый в деле DL-6 и свидетель убийства Роберта Хаммонда. Предстаёт как старик, смахивающий на сумасшедшего с явными проблемами со сном. Считает, что у него есть дочь и сын, видит их в Фениксе и Майе и «владеет» небольшим ресторанчиком. На самом деле он не сумасшедший, а просто притворяется, чтобы отвести от себя подозрения. Работал судебным приставом и оказался заперт в лифте с Грегори и Майлзом Эджвортами. Когда его обвинили в убийстве Грегори, Йоги обратился за помощью к Хаммонду, который посоветовал ему притвориться невменяемым, что он и сделал. Это разрушило жизнь Йоги: его невеста покончила с собой, он потерял работу и место в обществе. В настоящем времени он, с помощью фон Кармы, убил Хаммонда и подставил Майлза. Допросив попугая Йоги, Феникс сумел доказать судье причастность старика к делу DL-6 и вывести того на чистую воду. Тогда Йоги перестал притворяться сумасшедшим и спокойно признался в содеянном.
- Полли (англ. Polly) — говорящий попугай, ставший свидетелем по делу об убийстве Хаммонда и дела DL-6. Абсурдность ситуации с допросом попугая в своё время привлекла внимание к игре и задала тон будущим частям серии.
- Манфред фон Карма (англ. Manfred von Karma) — прокурор, взявший на воспитание Эджворта. Малоприятный и чёрствый мужчина лет шестидесяти, носящий синий костюм с жабо и трость. Он является главным антагонистом дела. Никогда не проигрывал ни одного дела за свою сорокалетнюю карьеру, ради победы готов фальсифицировать улики. Его авторитета бояться даже судьи. У него есть дочь Франциска, которая также является прокурором. Убил Грегори Эджворта за то, что тот разрушил его идеальный рекорд побед. Феникс сумел доказать, что фон Карма был убийцей, проверив его металлоискателем: в его плече все ещё осталась пуля, выпущенная из кинутого Эджвортом пистолета. Побеждённый, Манфред закричал и начал биться головой о стойку позади себя. К моменту событий третьей игры он считается мёртвым.

#### Возрождающий поворот
- Эма Скай (англ. Ema Skye) — младшая сестра Ланы Скай. Молодая девушка, носящая розовые очки и лабораторный халат. Верит в чудесную силу науки и во время расследования делает записи, использует законы физика и научный способ ведения расследования. Во время своего первого появления ей шестнадцать лет. Предстаёт, как помощница Феникса. Целеустремлённая и умная девушка.
- Лана Скай (англ. Lana Skye) — главный прокурор, сестра Эмы и подозреваемая в деле. Поначалу предстаёт как холодная и замкнутая личность, в начале полностью признающая «свою вину» в деле. Делала это в попытке защитить свою сестру, так как Лану шантажировал Деймон Гант. В конце дела мирится с Эмой и обнимает её. Затем Лана отправляется в тюрьму за вынужденное пособничество Деймону Ганту.
- Брюс Гудман (англ. Bruce Goodman) — жертва, полицейский следователь. Пытался возобновить расследование дела SL-9, за что был убит Деймоном Гантом.
- Энджел Старр (англ. Angel Starr) — продавщица обедов, бывший следователь и свидетельница в этом деле. В прошлом известна как «Раскусительница», успешно добывающая информацию во время допросов. Испытывает сильную неприязнь к прокурорам. Была уволена после дела SL-9.
- Джейк Маршалл (англ. Jake Marshall) — патрульный, старший брат покойного Нила Маршалла. Носит ковбойский наряд и считает, что вокруг него Дикий Запад. Замаскировался под Брюса Гудмана и пытался забрать улики по делу SL-9, но столкнулся с Майком Микинсом и был вынужден бежать. Был понижен в должности после дела SL-9.
- Майк Микинс (англ. Mike Meekins) — впечатлительный сержант полиции. Очень болтливый и неуклюжий полицейский, обращающийся ко всем на «сэр». Всегда носит с собой мегафон, через который он кричит, когда пытается сказать что-то важное.
- Деймон Гант (англ. Damon Gant) — комиссар окружной полиции и ключевой участник дела SL-9. В прошлом партнёр Ланы и очень способный в расследованиях следователь. Часто смеётся и хлопает в ладоши, любит давать окружающим странные прозвища. Несмотря на напускную добродушность, на самом деле является истинным виновником в обоих убийствах. Шантажировал Лану с помощью поддельных им улик, указывающих на причастность Эмы к убийству Нила Маршалла. Будучи раскрытым, Гант начал маниакально смеяться и хлопать в ладоши, после чего поздравил Феникса и Эджворта с победой, полностью признаваясь и раскаиваясь в преступлениях.
- Джо Дарк (англ. Joe Darke) — покойный серийный убийца. Бизнесмен, обвинённый в деле SL-9. Был осуждён и казнён за убийство Нила Маршалла, которое он, по иронии, не совершал.
- Нил Маршалл (англ. Neil Marshall) — подающий надежды прокурор, жертва в деле SL-9, младший брат Джейка Маршалла. Погнался на сбежавшим Дарком в кабинет Деймона Ганта и оказался случайно оглушён Эмой, после чего убит Гантом, который насадил его на меч статуи, стоящей в кабинете. Пришедшая Лана подумала, что Эма убила Нила, и помогла Ганту организовать все так, будто Нила убил Джо Дарк. Этот инцидент стал известен как дело SL-9.

## ПерсонажиPhoenix Wright: Ace Attorney – Justice for All
| Английский          | Японский                 | Французский         | Португальский       | Немецкий            | Русский                             |
| ------------------- | ------------------------ | ------------------- | ------------------- | ------------------- | ----------------------------------- |
| Pearl Fey           | 綾里春美 (Харуми Аясато) | Pearl Fey           | Margarida Sato      | Pearl Fey           | Харуми Асато или Перл Фей           |
| Franziska von Karma | 狩魔冥 (Карума Мэй)      | Franziska von Karma | Franziska von Karma | Franziska von Karma | Франциска фон Карма/Франциска Карма |

### Главные герои
Помимо основных героев трилогии (Феникс, Майя, Майлз, Детектив Гамшу) в игре появились два новых.
- Перл Фей (англ. Pearl Fey) — младшая кузина Майи. Помогает Райту в ходе расследования в делах, пока Майя не может выполнять свои задачи ввиду того, что она практикует свои способности медиума. Является маленькой девочкой в похожем кимоно, что и Майя. Гений семьи Фей, обладающий необычайной спиритической силой.
- Франциска фон Карма (англ. Franziska von Karma) — прокурор и сотрудник Интерпола из ФРГ, дочь Манфреда фон Кармы. Грозна, хладнокровна и очень умна. Носит рубашку с жабо, кожаные перчатки, короткую юбку, имеет голубые волосы средней длины. Не терпит адвокатов, а также пустых слов вместо дела. Использует кнут во время допросов и заседания суда.

### Эпизодические герои

#### Беспамятный поворот
- Мэгги Бёрд (англ. Maggey Byrde) — полицейская и ответчик по делу. К ней неравнодушен детектив Гамшу. Обладает большой неудачей, мешающей ей жить с самого детства.
- Уинстон Пейн (англ. Winston Payne) — вновь предстаёт как прокурор по первому делу. Как обычно, ничего из себя не представляет, но мнит себя чуть ли не наставником Феникса.
- Дастин Принс (англ. Dustin Prince) — парень Бёрд и жертва дела. Офицер полиции с любовью к бейсболу.
- Ричард Веллингтон (англ. Richard Wellington) — молодой «ценитель искусства». Мелкий аферист с высоким самомнением, считающий себя великим человеком. Носит синий костюм с шарфом, имеет чёрные волосы с жёлтой прядью. Убил Дастина Принса, подумав, что тот через найденный телефон Ричарда может раскрыть его связь с другими аферистами. Незадолго до начала суда он ударил Феникса огнетушителем по голове, вызвав у того амнезию, и забрал свой телефон. Но даже в таком состоянии Райт сумел добраться до истины и раскрыл Веллингтона — тот перепутал и случайно забрал телефон Феникса. Поняв, что ему конец, Веллингтон задушил себя шарфом и потерял сознание.

#### Воссоединяющий поворот
- Тёрнер Грей (англ. Turner Grey) — вспыльчивый врач и директор хирургической клиники. Мужчина средних лет в квадратных очках, коричневом костюме и зелёном галстуке. Был убит во время спиритического сеанса по вызову духа своей покойной сотрудницы. Фактически, первая жертва, которая непосредственно встречается с протагонистом перед своей смертью.
- Морган Фей (англ. Morgan Fey) — мать Перл Фей и сестра Мисти Фей, тётя Майи. Коварная женщина, способная ради своих желаний пойти на убийство и обвинение членов своей семьи. Носит длинное кимоно и пышную причёску. Помогла Ини Майни в организации убийства Грея, за что её позже арестовали.
- Лотта Харт (англ. Lotta Hart) — уже знакомая журналистка, на этот раз приехавшая в деревню Курайн ради очередной сенсации. Помогает Фениксу в расследовании.
- Мими Майни (англ. Mimi Miney) — мёртвая сестра Ини Майни, медсестра в лечебнице Грея, которую он пытался вызвать с помощью медиума, чтобы она подтвердила свою причастность к смерти пациентов.
- Ини Майни (англ. Ini Miney) — сестра Мини Майни, студент колледжа парапсихологии и свидетель дела. Поначалу кажется, что она довольно ветреная и глуповатая девушка, но в суде Ини показывает, что она довольно умна и прекрасно понимает происходящее. В ходе суда Феникс разоблачил Ини, что на самом деле она — Мими Майни, принявшая внешность и личность своей погибшей сестры. В конечном счёте Мими, вытирая слёзы своим беретом, призналась, что отомстила доктору Грею за смерть сестры и за ложные обвинения в непредумышленном убийстве пациентов.
- «Директор Хотти» (англ. Director Hotti) — пациент клиники, считающий, что он её директор. Довольно специфически помогает Фениксу в его расследовании.
- Ами Фей (англ. Ami Fey) — основательница Курайновской школы спиритизма, обладавшая сильными спиритическими способностями.

#### Цирковой поворот
- Билли Боб Джонс (англ. Billy Bob Johns) — яркий фокусник, работающий под псевдонимом Максмиллион «Макс» Галактика (англ. Maximillion «Max» Galactica) и подсудимый в деле. Родился в деревне и стал цирковым артистом по финансовым причинам. Нарцисс, видящий во всем шоу. Ходит в ярко-розовом костюме с большой и пышной причёской, на лице у него розовые звёздочки. В середине дела выясняется, что Макс не так высокомерен, как о нём думали его коллеги, ведь своим поведением он хотел вдохновить остальных на более амбициозное и смелое поведение. После суда он мирится с ними и отправляется в цирковое турне по всеми миру.
- Расселл Берри (англ. Russell Berry) — шталмейстер Большого цирка Берри, по совместительству его глава и жертва дела. Много лет назад приютил маленьких Шона и Кена Динглингов и стал для них приёмный отцом. После смерти жены он пытался отгородить свою дочь Регину от ужасов внешнего мира, что вылилось в её чрезвычайно наивное видение мира. Рассел погиб, когда отправился на встречу с Акро вместо дочери и попал под удар тяжёлым бюстом, сброшенным Кеном из окна.
- Реджент (англ. Regent) — тигр из Большого цирка Берри. Часто нападает на окружающих людей, но по большей части безобиден, пока его сдерживает Регина.
- Регина Берри (англ. Regina Berry) — циркачка, работает укротительницей животных в цирке. Является дочкой убитого. До невозможности наивная и милая, что одновременно умиляет окружающих и вызывает ненависть у Акро. Она стала причиной комы Шона, но не осознаёт этого, пока Акро не признаётся в своих мотивах в суде. После этого Регина поклялась ждать выздоровления Бата у его постели.
- Мани (англ. Money) — обезьяна из Большого цирка Берри. Она часто таскает блестящие предметы в комнату Акро.
- Лоуренс «Мо» Керлс (англ. Lawrence «Moe» Curls) — клоун с привычкой плохо и несмешно шутить. Старый друг Расселла Берри, после его смерти стал опекуном Регины. Разведён и очень скучает по дочери. Он думал, что видел улетающего с места убийства Макса, хотя на самом деле это был всего лишь бюст на верёвке с зацепившимся за него плащом. После суда со своими показаниями он раньше других понял, кто настоящий убийца, и помог в расследовании Фениксу и Майе, рассказав им про инцидент с Батом.
- Бенджамин Вудман (англ. Benjamin Woodman) — чревовещатель. Скромный мужчина с большим красным галстуком-бабочкой. Выражает свои настоящие эмоции через марионетку Трило (англ. Trilo). Был влюблён в Регину и даже хотел сделать ей предложение. Из-за этого у него был конфликт с Максом, который также имел чувства к девушке. Увидев шанс избавиться от конкурента, Бен дал обличающие показания в суде, но они не только не доказали виновность Макса, но и привели к тому, что истинный преступник в конце концов был разоблачён как Акро, бывший цирковой акробат.
- Шон «Бат» Динглинг (англ. Sean «Bat» Dingling) — брат Акро. Впал в кому за шесть месяцев до убийства по вине Регины: та разыграла Бата, посыпав перцем его шарф, что вызвало у него чихание. Через какое-то время парень, решив похвастаться, засунул голову в рот льву Леона, который чихнул из-за перца и серьёзно ранил Бата. Акро пытался помочь брату, но сам оказался ранен и прикован к инвалидному креслу. Бат так и остался в коматозном состоянии, а Регина, ввиду своей наивности, не понимала тяжести своего поступка, что послужило причиной ненависти со стороны Акро.
- Кен «Акро» Динглинг (англ. Ken «Acro» Dingling) — бывший акробат, ставший инвалидом. Внешне напоминает представителя индейской народности. Кен — добрый человек, вокруг которого всегда летают птички. Озлобленный на Регину за инцидент с Батом, он хотел отомстить ей, сбросив на неё тяжёлый бюст Макса, но по ошибке убил Расселла. Мучаясь совестью, он решил, что не может сдаться полиции. После того, как свидетели обвинили в убийстве Макса, он согласился с этим и позже пытался выступить в суде как свидетель, но был разоблачён как убийца. Со слезами на глазах он признал свою вину.
- Леон (англ. Leon) — мёртвый лев из Большого цирка Берри. Был усыплён директором после ужасного инцидента, в ходе которого пострадали Акро и Бат.

#### Прощай, мой поворот
- Уилл Пауэрс (англ. Will Powers) — приглашает главных героев на большое мероприятие по «Стальному самураю». В конце дела выступает как свидетель защиты, сообщающий уже известные сведения; это делается исключительно чтобы потянуть время до поимки настоящего убийцы.
- Венди Олдбэг (англ. Wendy Oldbag) — все так же работает охранником, но теперь носит довольно странный костюм космонавта. Является незначительным свидетелем.
- Мэтт Энгард (англ. Matt Engarde) — молодой актёр, играющий в сериале «Никелевый самурай». Красивый молодой человек в красно-белой куртке, чей шрам на глазу скрывает чёлка. Арестован по обвинению в убийстве Хуана Корриды. Показывается всем легкомысленным и ветреным, на самом деле является манипулятором и очень жестоким человеком. Никому не доверяет, потому записал убийство де Киллера на камеру, чтобы потом шантажировать его. Когда Феникс рассказывает об этом де Киллеру, тот разрывает контракт с Энгардом и клянётся убить его, если тот выйдет на свободу. До смерти перепуганный, Энгард во всем признаётся и в истерике царапает своё лицо, добавляя к нему новые шрамы. Первый и пока что единственный подзащитный Феникса, который был признан виновным.
- Хуан Коррида (англ. Juan Corrida) — актёр сериала «Бренчащий ниндзя» и жертва дела. Соперник Энгарда. В прошлом имел отношения с Селестой Импакс, но разорвал их, когда узнал о её отношениях с Энгардом, что привело к её самоубийству. Пытался обличить Энгарда, но не успел и был убит де Киллером.
- Эдриан Эндрюс (англ. Adrian Andrews) — менеджер Мэтта Энгарда. Психически нестабильная молодая девушка. Пыталась подставить Энгарда из-за смерти своей наставницы, которая повесилась из-за него и Корриды. В конце дела главные герои помогают ей восстановить справедливость и становятся её друзьями.
- Шелли де Киллер (англ. Shelly de Killer) — профессиональный наёмный убийца из древнего рода наёмников «де Киллер». Несмотря на сомнительный род занятий, очень благороден и не терпит предателей. Всегда оставляет на месте убийства карточку с изображением ракушки, дабы отвести подозрения от своих клиентов. Поклялся отомстить Энгарду за предательство, что вынудило того признать вину и отправиться в тюрьму.
- Селеста Инпакс (англ. Celeste Inpax) — покойная любовница и менеджер Корриды. Наставница и подруга Эндрюс. Повесилась после того, как Коррида бросил её.

## ПерсонажиPhoenix Wright: Ace Attorney – Trials and Tribulations

### Главные герои
К основному составу персонажей добавляется несколько новых повторяющихся главных героев.
- Далия Хоторн (англ. Dahlia Hawthorne) — студентка университета Айви и бывшая девушка Феникса Райта. Обладательница красивой внешности, которую она умело использует, чтобы обманывать людей и притворяться невинной. Является очень злобной, полной ненависти к окружающим персоной, что не гнушается совершать ужасные убийства. Она была раскрыта как убийца Мией Фей и впоследствии казнена, но даже после смерти, благодаря Курайнской техники призыва духов, она пытается строить козни семье Фей. В конце игры раскрывается, что она дочь Морган Фей, вместе с которой она создала план по убийству Майи. Однако вмешательство Феникса и Годо разрушили их чудовищный план, и Далия была навсегда изгнана из мира живых.
- Годо (англ. Godot) — таинственный прокурор, носящий визор с красными горизонтальными линзами, скрывающими его глаза. Во время судебного процесса он чрезвычайно спокоен, пьёт много кофе и выдаёт афоризмы разной степени мудрости. В отличие от предыдущих прокуроров, его практически не волнует победа в суде; куда больше его заботит унижение Феникса Райта, к которому он испытывает, на первый взгляд, иррациональную неприязнь. После суда над Айрис выясняется, что раньше он был адвокатом по имени Диего Армандо (англ. Diego Armando). Он работал с Мией Фей и был её бойфрендом. Он был отравлен Далией, когда он пытался выяснить её причастность к смерти Терри Фолза. В результате отравления волосы Диего побелели, а сам он ослеп, из-за чего ему приходится носить визор. Проснувшись спустя пять лет, он узнал о смерти Мии и обвинил в этом Феникса, воспылав к нему ненавистью. В последнем деле он неожиданно оказывается убийцей, который из-за гнева и желания мести зарезал жертву дела, когда та призвала дух Далии. В пике обвинения в суде, когда и Феникс, и дух Мии разоблачили Годо, его визор взорвался, после чего из-под него начала течь кровь. Признав свою вину и помирившись с Фениксом, Диего позволил арестовать и отправить себя в тюрьму.
- Брат судьи (англ. Judge’s brother) — судья в некоторых делах. Является младшим братом привычного судьи. Отличается светлыми волосами и бородой. Как и его брат, судья довольно комичный персонаж и часто отвлекается во время судебного процесса, но он более серьёзен и категоричен в заявлениях. В английской версии он говорит со стереотипным канадским акцентом.

### Эпизодические герои

#### Поворот в воспоминаниях
- Даг Своллоу (англ. Doug Swallow) — жертва дела, студент фармакологического факультета университета Айви, бывший парень Далии Хоторн. Работая в лаборатории, он обнаружил пропажу яда и справедливо заподозрил в этом Далию, которая ранее использовала его на Диего Армандо. Даг попытался предупредить Феникса об опасности Далии, за что тот ударил его, столкнув на землю. Когда Феникс ушёл, Далия, наблюдавшая за происходящим, убила Дага, толкнув его на наэлектризованный провод.
- Феникс Райт (англ. Phoenix Wright) — подзащитный дела, студент художественного факультета университета Айви. Он предстаёт плаксивым, ребяческим и несколько глуповатым молодым человеком в нелепом розовом свитере и в медицинской маске. Всеми силами защищает свою девушку Далию и ради неё даже уничтожает важные улики. После суда он решает стать адвокатом, как Мия.
- Марвин Гроссберг (англ. Marvin Grossberg) — возвращается как со-адвокат Мии. В его агентстве работали Диего Армандо, Мия Фей и Роберт Хаммонд.
- Уинстон Пейн (англ. Winston Payne) — здесь он более молодой и потому имеет пышный помпадур. Все так же самоуверенный и вместе с тем слабый прокурор. После поражения в суде от Мии он теряет свои волосы.

#### Украденный поворот
- Эдриан Эндрюс (англ. Adrian Andrews) — после событий прошлой игры она поменяла имидж и стала администратором универмага «Lordly Tailor». Организовала выставку реликвий деревни Курайн и наняла Люка Этми охранять священную урну семьи Фей. По ошибке она уронила урну незадолго до начала дела и склеила её обратно.
- Люк Этми (англ. Luke Atmey) — невероятно эгоистичный, напыщенный, эксцентричный и гордый частный детектив. Он носит монокль, чёрно-белый костюм и белые перчатки на руках. Своим вычурным внешним видом и длинным носом напоминает одновременно Пиноккио и Пингвина из комиксов DC. Он является самоназванным заклятым врагом Маски☆ДеМаска, на которого он ведёт охоту. Оказывается очень хитрым человеком: он вычислил истинную личность вора и вымогал у него деньги, одновременно помогая воровать и шантажируя его. После того, как его самого попытался шантажировать Кейн Буллард, Люк убил его и попытался выдать себя за Маску☆ДеМаска, крадущего урну семьи Фей, чтобы иметь алиби на время убийства и избежать более сурового наказания. Феникс раскрыл его план, когда детектив обмолвился о том, что мог знать только человек, присутствующий на месте убийства Булларда. Когда Люк понял, что его плану конец, он безумно рассмеялся, окончательно сходя с ума.
- Рон Де Лайт (англ. Ron DeLite) — подзащитный дела, нервный молодой человек с закрученными рыжими волосами. Очень пуглив, неровен и криклив, часто находится на грани истерики, когда на него давят. Поначалу кажется, что он бредит, выдавая себя за известного вора Маску☆ДеМаска (англ. Mask☆DeMasque), но в конце дела оказывается, что он и вправду был тем самым вором. Из-за Люка Этми он оказался втянут в убийство Булларда и попал на место преступления. Боясь оказаться в тюрьме, он сдался полиции как похититель урны, надеясь получить более лёгкое наказание, однако Феникс Райт, к неудовольствию Рона, успешно оправдал его, после чего Годо арестовал Де Лайта за убийство. Главный герой всё-таки смог доказать невиновность Рона в этом преступлении.
- Дезире Де Лайт (англ. Desirée DeLite) — жена Рона, лихая девица, рассекающая на байке, полная противоположность своему зажатому и нервному мужу. Однажды Рон спас её от ограбления, и они полюбили друг друга. Она шопоголик, тратящая все деньги семьи, что в итоге сподвигло Рона, оставшегося без работы охранником, начать воровать, дабы удовлетворить её потребности. Ненавидит преступников. Помогла Фениксу Райту доказать невиновность мужа.
- Ларри Батц (англ. Larry Butz) — в очередной раз поменявший работу, Ларри оказывается работником охранной фирмы, в которой произошло убийство. Его некомпетентность коренным образом помешала плану Люка Этми по подставе Рона.
- Кейн Буллард (англ. Kane Bullard) — жертва дела, директор охранной фирмы «KB Security», в которой работали Рон Де Лайт, Ларри Батц и Венди Олдбэг. Пытался шантажировать Люка Этми, раскрыв, что он помогал Маске☆ДеМаску, но детектив, придя в кабинет Булларда, убил его ударом по голове.

#### Рецепт поворота
- Мэгги Бёрд (англ. Maggey Byrde) — подзащитная дела, работает официанткой в ресторане. Всё ещё довольно неудачливая и страдает от этого. Она была обижена на детектива Гамшу из-за того, что он давал показания против неё, но в конце дела простила его.
- Гленн Элг (англ. Glen Elg) — жертва дела, программист со страстью к азартным играм. Из-за своей зависимости оказался в долгах. Создал для Фурио Тигре опасный вирус, который можно было выгодно продать на чёрном рынке. Но прямо во время сделки с Тигре Гленн выиграл крупную сумму денег в лотерее. Неудовлетворённый таким исходом, Тигре отравил его и украл диск с вирусом. Его имя является палиндромом, то есть оно одинаково читается в обе стороны.
- Лиза Базил (англ. Lisa Basil) — начальница Гленна, женщина, поведением напоминающая робота. Принимает на работу только людей, чьи имена являются палиндромами, как у неё.
- Джин Армстронг (англ. Jean Armstrong) — свидетель дела, шеф-повар ресторана «Trés Bien». Крайне жеманный, женственный и кокетливый гомосексуальный мужчина. Абсолютно не умеет готовить и вести бизнес, поэтому его ресторан терпит убытки. В отчаянии он взял долг у Фурио Тигре, что в конечном счёте заставило его помочь ростовщику в его плане по сокрытию убийства. Несмотря на имя, он на самом деле не француз, а просто использует образ для привлечения клиентов.
- Фурио Тигре (англ. Furio Tigre) — грозный ростовщик, имеет загорелую кожу и шрам на глазу, носит кричаще-красную рубашку с рисунком дракона и тигра. Невероятно агрессивен и нахален, при злобе в буквальном смысле рычит, пугая окружающих. Некоторое время назад он попал в аварию, в которой пострадала Виола, внучка главы преступного мафиозного клана Кадаверини. Боясь гнева её дедушки, Фурио пообещал заплатить деньги за её операцию и договорился с Гленном о покупке опасного диска в обмен на погашение долга. Диск Фурио намеревался продать на чёрном рынке. Однако Гленн выиграл деньги в лотерею, что сорвало план Фурио. Зная, что теперь Гленн может погасить долг и не отдавать диск, Тигре отравил его кофе цианистым калием и украл диск. После этого он, с помощью Виолы и Джина, которого он шантажировал, обманом заставил свидетеля обвинить в убийстве Мэгги Бёрд. Затем он, пользуясь своим сходством с Фениксом Райтом, выступил адвокатом Мэгги и намеренно проиграл. Но настоящий Феникс Райт, узнав о произошедшем, успешно раскрыл заговор Фурио Тигре и заманил его в ловушку, заставив его невольно признаться в убийстве. Будучи пойманным, Тигре начал громко рычать, пока свет в зале суда не погас от его рыка. Когда свет восстановился, оказалось, что горе-ростовщик так и застыл в немой рычащей позе.
- Виола Кадаверини (англ. Viola Cadaverini) — молодая девушка, работающая на Фурио Тигре. Внучка известного преступного босса Бруто Кадаверини. Весьма мрачная и устрашающая. Её голова обвязана бинтами, скрывающими травму. Она благодарна Фурио Тигре за «спасение» её жизни, то ли не зная, то ли отказываясь признавать его причастность к злосчастной аварии, приведшей к её травме. Виола помогала Фурио в его плане, притворяясь Мэгги Бёрд, отравляющей кофе жертвы. Феникс Райт раскрыл ей правду о Тигре, и Виола дала ему важные бумаги, которые в дальнейшем помогли раскрыть дело.
- Виктор Кудо (англ. Victor Kudo) — ворчливый безработный старик. В свободное время он кормит голубей, швыряя в них семена. Был свидетелем убийства Гленна Элга, но из-за многочисленных дыр в его показаниях Феникс Райт пришёл к выводу, что на самом деле Кудо видел лишь инсценировку убийства, которую сделали настоящие преступники. Он часто ходил в ресторан, чтобы полюбоваться на официанток.

#### Истоки поворота
- Терри Фолз (англ. Terry Fawles) — подзащитный дела, заключённый. Одет в наручники с металлическим шаром, который Терри грызёт, когда нервничает. Судя по некоторым намёкам в игре, он несколько отстал в развитии, поскольку обладает слабой грамматикой и в целом плохо говорит. Первый клиент Мии. Давным-давно он работал репетитором в семье Хоторн, обучая Далию. Девушка влюбила его в себя и, используя его наивность, придумала план по вымогательству денег у своего отца. Терри «похитил» Далию, а её сводная сестра, Валери, должна была привести драгоценный камень в обмен на неё. Однако план провалился: Далия упала в реку и считалась погибшей, а Терри попал в тюрьму за убийство. Спустя годы Валери, мучаясь совестью, все же решила рассказать правду Терри, что привело к его побегу из-за желания встретиться с ней. К сожалению, Далия добралась до своей сестры раньше и убила её, после чего, выдавая себя за Валери, запудрила Терри мозги. В суде Мия раскрыла причастность Далии к этому убийству, но Терри не смог с этим смириться — прямо на трибуне свидетеля он проглотил яд и скончался, так как они с Далией давно поклялись, что если они не смогут доверять друг другу, то они выпьют яд и умрут. Смерть Терри нанесла сильный удар по психике Мии, и после его суда она долгие месяцы не бралась за дела. Лишь после смерти Дага Своллоу Далия была окончательно раскрыта и отдана под суд.
- Валери Хоторн (англ. Valery Hawthorne) — жертва дела, ветеран полиции, сводная сестра Далии. Она участвовала в плане Далии по мнимому похищению, но в итоге Терри оказался арестован по-настоящему. Годы спустя Валери отправила сообщение Терри, написав, что должна все ему рассказать. Но Далия убила сестру и выдала себя за неё во время встречи с Терри.
- Майлз Эджворт (англ. Miles Edgeworth) — здесь он предстаёт прокурором-новичком, манерами поведениями напоминающим Манфреда фон Карму. Это его первое дело в карьере.
- Меллиса Фостер (англ. Melissa Foster) — девушка-фотограф, свидетель убийства Валери. Мия Фей раскрывает её истинную личность как Далию Хоторн и обвиняет в убийстве. Однако арестовать Далию не выходит, так как Терри отказывается давать показания и совершает суицид.

#### Мост к повороту (Грандиозный поворот)
- Айрис (англ. Iris) — подзащитная дела. Молодая монахиня храма Хадзакура, родственница семьи Фей. Обвинялась в убийстве Элизы Дуоним. Её сходство с Далией объясняется тем, что они сёстры-близнецы, при том совершенно разных характеров. Если Далия — социопатка, убивающая всех, кто ей мешает, то Айрис — очень добрая, скромная и милая девушка. Обладая слабым характером, попадает сначала под влияние своей сестры, а потом и под влияние Годо. Ещё во времена учёбы Далия заставила её ходить в университет Айви вместо себя, чтобы она забрала у Феникса Райта ожерелье с ядом, которое она ему подарила. Но Айрис по-настоящему влюбилась в Феникса и не смогла это сделать. В настоящем времени она помогла Годо организовать его план по спасению Майи и мести Далии и сама взяла на себя всю вину. После раскрытия правды она была осуждена за соучастие и отправлена в тюрьму.
- Сестра Бикини (англ. Sister Bikini) — старшая монахиня храма Хадзакура, материнская фигура для Айрис. Довольно болтливая и улыбчивая старушка очень низкого роста. Радушная и дружелюбная, она с любовью принимает гостей в храм. Она была свидетельницей убийства Элизы. В ходе расследования Феникс узнаёт от неё истинную личность жертвы и тайну происхождения Айрис и Далии.
- Элиза Дуоним (англ. Elise Deauxnim) — писательница детских книг. Добрая и тихая женщина средних лет, носит с собой длинный посох. Она была убита в храме Хадзакура. В конце дела открывается, что она — давно пропавшая мать Майи и Мии, Мисти Фей. Она пыталась помешать плану своей сестры Морган по убийству Майи, но в итоге сама оказалась убита Годо, когда призвала Далию в попытке не позволить духу овладеть Перл.
- Ларри Батц (англ. Larry Butz) — теперь он художник, работает помощником Элизы под псевдонимом «Лорис Дуоним» (англ. Laurice Deauxnim). Был свидетелем странного инцидента с горящим мостом. Его показания в итоге полностью изменили ход дела и навели Феникса на верный след: местом убийства был не Храм Хадзакура, а место с противоположной части моста.

## ПерсонажиApollo Justice: Ace Attorney
| Английский     | Японский                       | Французский    | Португальский    | Немецкий       | Русский                           |
| -------------- | ------------------------------ | -------------- | ---------------- | -------------- | --------------------------------- |
| Apollo Justice | 王泥喜 法介 (Хо: сукэ Одороки) | Apollo Justice | Apolo Justo      | Apollo Justice | Аполло Джастис или Одороки Номано |
| Trucy Wright   | 成歩堂みぬき (Мануки Наруходо) | Vérité Wright  | Vera Veríssimo   | Trucy Wright   | Трюси Райт                        |
| Kristoph Gavin | 牙琉霧人 (Кирихито Гарю:)      | Kristoph Gavin | Krístofer Galvão | Kristoph Gavin | Кристоф Гэвин                     |
| Klavier Gavin  | 牙琉 響也 (Кё: я Гарю:)        | Konrad Gavin   | Kléver Galvão    | Kantilen Gavin | Клавир Гэвин                      |

### Главные герои
- Аполло Джастис (англ. Apollo Justice) — начинающий адвокат с «огнём в душе и стальным голосом». Главный герой игры. Работал в юридическом бюро Гэвина. Благодаря своему Браслету, подаренным его матерью, способен видеть нервные привычки человека, который что-то скрывает (это новая геймплейная механика, позволяющая раскрывать ложь свидетелей в показаниях). Аполло — молодой человек в красной жилетке и уложенными волосами с двумя торчащими «антеннами» на голове. Более саркастичен, чем Феникс, и относится к происходящему с заметно более скептичным отношением. Тем не менее, он всеми силами борется за справедливость, несмотря ни на что.
- Феникс Райт (англ. Phoenix Wright) — в этой игре Феникс лишён лицензии адвоката и подрабатывает пианистом в клубе. Заметно оброс щетиной и в целом имеет запущенный вид, но даже в таком состоянии он не потерял своих легендарных адвокатских навыков. Чтобы победить главного антагониста, Феникс ввёл систему присяжных, чтобы простые граждане могли участвовать в судебных процессах. После событий игр был амнистирован и восстановлен в статусе адвоката.
- Трюси Райт (англ. Trucy Wright) — приёмная дочь Райта и партнёр Аполло в расследованиях. Работает в агентстве Феникса. Происходит из известной семьи фокусников Грамари. Носит синюю шляпу фокусника, белые перчатки и волшебную палочку. В конце игры выясняется, что она — единоутробная сестра Аполло. Очень жизнерадостная и весёлая девочка. Часто смущает окружающих своими фокусами с «магическими трусиками».
- Кристоф Гэвин (англ. Kristoph Gavin) — наставник Аполло до конца первого дела, который оказывается далеко не таким хорошим, как на первый взгляд. Обладает железными нервами, за что получил прозвище «самая спокойная защита на Западе». Высокий, красивый мужчина в тёмно-фиолетовом классическом костюме, с небольшим розовым галстуком, белыми длинными волосами и очками. Психопат, не доверяющий никому, в том числе собственному брату. В тайне ото всех (и даже от самого себя) помешан на собственном успехе. Совершил много гнусных преступлений: подставил Феникса с поддельной страницей дневника, тем самым лишив его значка; убил Шади Смита ударом бутылки по голове; отравил Дрю и Веру Мишамов, чтобы никто не узнал о его плане. В конце игры, узнав, что суд над Верой будет проводиться с участием присяжных, Кристоф «ломается» и в гневе выражает свою ненависть к обществу. Главный антагонист всей игры.
- Клавир Гэвин (англ. Klavier Gavin) — прокурор в трёх последних делах. Заметно более дружелюбен и открыт по сравнению с предыдущими прокурорами в серии. Младший брат Кристофа Гэвина и лидер, вокалист и гитарист рок-группы «Gavinners». Дружелюбный и добрый человек, редко способен проявлять агрессию. Весьма кокетлив и любит флиртовать, проявляет интерес к Аполло Джастису и Эме Скай. Носит фиолетовый пиджак, чёрную рубашку, кольца и серьгу в ухе. Часто играет на невидимой электрогитаре. Будучи ещё подростком, он выступил в суде как прокурор на суде над Заком Грамари и именно он доказал суду, что Феникс подделал улику, что привело к лишению его значка. Годы спустя Клавир узнал правду о том, что его брат стоял за подделкой улик и убийством Дрю Мишама. Спокойно высказав Кристофу своё разочарование, Клавир отказался от него.
- Эма Скай (англ. Ema Skye) — возвращается как детектив, всё ещё увлечённая наукой. Она пыталась сдать экзамен на судмедэксперта, но провалилась и стала детективом. Из-за стресса ест много шоколадных закусок. Поначалу она отказывается пускать на расследование Аполло и Трюси, но позже узнаёт об их связи с Фениксом Райтом и помогает им.

### Эпизодические герои

#### Козырной поворот
- Уинстон Пейн (англ. Winston Payne) — возвращается как первый прокурор в игре. С момента предыдущей игры он отрастил волосы. По ходу дела оказывается всё более бесполезным в судебных прериях.
- Шади Смит (англ. Shadi Smith) — мужчина неясного происхождения, представлявшийся уличным странником. Является жертвой первого дела Аполло.
- Ольга Орли (англ. Olga Orly)— ключевой свидетель дела. Является официанткой в клубе «Тарелка борща» и подпольным шулером. Маскируется под русскую девушку.

#### Поворот за углом
- Хикфилд (англ. Hickfield) — пациент в больнице, появляющийся в эпизодической роли во втором деле как сосед по больничной палате и старый знакомый Феникса. Подозрительно напоминает доктора Хотти внешностью и поведением. Несмотря на присутствие в протоколе суда, он не имеет никакого отношения к сюжету дела.
- Гай Элдун (англ. Guy Eldoon) — бывший хирург и действующий продавец лапши. Происходит из древнего рода продавцов лапши. Уже немолодой человек с большими бровями и в красной шапке, напоминающей миску. То, что поначалу кажется его волосами, похожими на лапшу, на деле оказывается просто париком, под которым Элдун прячет свою настоящую причёску — короткие чёрные волосы.
- «Малышка» Плам Китаки (англ. Plum Kitaki) — жена главы семейства Китаки. Полная домохозяйка в традиционном кимоно с метлой-катаной.
- Уинфред «Непобедимый» Китаки (англ. Winfred Kitaki) — глава семейства Китаки. В прошлом криминальный авторитет из клана якудза Китаки, сейчас владелец малого бизнеса. Крупный мужчина с очень большими бровями, усами и в фартуке. Отошёл от криминальных дел ради безопасности своего сына.
- Воки Китаки (англ. Wocky Kitaki) — наследник семьи гангстеров Китаки, обвиняемый в деле. Молодой парень, одетый в очень яркую одежду и носящий странную причёску с красной прядью. Чтит традиции гангстеров. Был ранен в грудь незадолго до событий игры, что оказало ключевое влияние на все дело.
- Пэл Мерактис (англ. Pal Meraktis) — владелец клиники Мерактис, меркантильный и кровожадный человек. Подделал протокол операции Воки, чтобы получить больше денег и скрыть собственную неудачу. Был убит Алитой Тиалой во время конфронтации с Воки.
- Уэсли Стиклер (англ. Wesley Stickler) — свидетель убийства Мерактиса. Очень напыщенный и чересчур драматичный студент, все время читающий книгу (которая позднее оказывается словарём для школьников). Является вором трусов, однако, вопреки ожиданиям, его действия не несут в себе похабный мотив — как он объясняет, он просто хотел узнать секрет магических трусиков Трюси. Его действия значительно повлияли на столкновение между Воки, Мерактисом и Алитой.
- Алита Тиала (англ. Alita Tiala) — невеста подсудимого и свидетель дела. С виду милая и невинная девушка, но на самом деле она хочет выйти замуж за Воки лишь из-за его богатства. Наняла Аполло для его защиты, думая, что молодой адвокат потерпит неудачу. Работала медсестрой у Мерактиса и вместе с ним подделала протокол его операции. Когда она позднее пыталась забрать протокол, Мерактис напал на неё и попытался убить, спрятав в тележку Элдуна и намереваясь утопить в реке, но она вытащила пистолет и застрелила его в парке. В отличие от большинства убийц, спокойно приняла обвинения в убийстве и «сломалась» лишь тогда, когда Аполло доказал нападение Мерактиса на неё.

#### Серенада поворота
- Вэлант Грамари (англ. Valant Gramarye) — известный фокусник-иллюзионист, был одним из членов знаменитой труппы Грамари. Мужчина средних лет в жёлтом костюме фокусника с длинными волосами и усами. В данном деле играет эпизодическую роль; его истинная роль в сюжете раскрывается позднее.
- Ламируар (англ. Lamiroir) — известная певица из республики Борджиния. Свидетель убийства своего телохранителя. Она слепа, что не мешает ей вести относительно нормальную жизнь. Очень скромна и доброжелательна.
- Дариан Крещенд (англ. Daryan Crescend) — следователь международного отдела Департамента по уголовным делам и второй гитарист группы Клавира. Молодой человек в рокерской одежде с длинной причёской в стиле японских байкеров. Попытался провести контрабандой запретный наркотик «кокон», ради чего разработал сложный план с гитарой Клавира и привлёк в дело Мачи. Был разоблачён Ромейном, за что Дариан убил его. Позднее его раскрыли в суде как убийцу, когда Мачи в обмен на более мягкий срок предложили рассказать, кто был его сообщником. Пытаясь откупиться, Дариан начал предлагать мальчику увести его из страны или подарить ему дом из конфет, но это не сработало, и падший следователь начал вертеться, как акула, беспорядочно размахивая своей безумной причёской. Перед арестом Клавир спокойно сообщил разбитому Дариану, что их дружба и партнёрство в рок-группе окончены.
- Ромейн Летус (англ. Romein LeTouse) — телохранитель Ламируар. Жертва дела. Немногословный мужчина в типичном для телохранителя костюме. Он был тайным агентом Интерпола, который пытался найти источник контрабанды кокуна, но после разоблачения Дариана он застрелил Ромейна.
- Мачи Тобай (англ. Machi Tobaye) — малолетний пианист из республики Борджиния, вовлечён в контрабанду борджинийских коконов, обвинён в убийстве Ромейна Летуса. Носит солнцезащитные очки. Притворяется слепым и не знающим языка, хотя на самом деле он зрячий и вполне неплохо говорит по-английски. Он был признан невиновным в убийстве, но виновным в контрабанде наркотиков.

#### Наследие поворота
- Дик Гамшу (англ. Dick Gumshoe) — возвращается как детектив, дающий показания, в суде над Заком Грамари. Несмотря на его значительную роль в ранних играх, здесь он появляется на очень короткий промежуток времени и почти сразу исчезает из сюжета.
- Майк Микинс (англ. Mike Meekins) — после всех неудач был понижен до судебного пристава. После побега Зака Грамари он погнался за ним, но был обманут Трюси и её марионеткой по прозвищу Мистер Шляпа.
- Спарк Брашель (англ. Spark Brushel) — независимый репортёр и лицензированный нотариус, который всегда находится в поиске следующей сенсации. Он следовал за труппой Грамари в течение многих лет после исчезновения Талассы Грамари. Мужчина со странной внешностью, розовыми щеками и носящий очки и ручку за ухом.
- Дрю Мишам (англ. Drew Misham) — не очень умелый художник-иллюстратор книг и по совместительству продавец и создатель поддельных улик. Семь лет назад именно он, по заказу Кристофа Гэвина, создал поддельную страницу дневника Магнифи, из-за которой Феникса лишили значка. Был отравлен Кристофом, который не хотел, чтобы о его сложном плане кто-то узнал.
- Вера Мишам (англ. Vera Misham) — дочь Дрю, обвинённая в убийстве своего отца. Девушка-художница с длинными тёмно-синими волосами. В отличие от отца, она действительно хорошо рисует, и её отец использовал этот талант для подделки улик. Она была отравлена Кристофом с помощью лака для ногтей, но выжила.
- Магнифи Грамари (англ. Magnifi Gramarye) — основатель труппы Грамари. Мужчина в чёрном костюме фокусника, с усами и бородкой. Его «убийство» и последующий суд над Заком привели к лишению Феникса значка адвоката. Судя по рассказам его учеников, Магнифи был очень строгим и расчётливым человеком. Находясь в больнице и умирая от многочисленных болезней, он завещал Заку право на труппу Грамари и совершил самоубийство.
- Таласса Грамари (англ. Thalassa Gramarye) — давно пропавшая и считающаяся погибшей дочь Магнифи. Она пропала после неудачного трюка, во время которого Зак и Вэлант выстрелили в неё из пистолетов. Мужчинам Магнифи сообщил, что Таласса погибла, но на самом деле она осталась жива и, потеряв память, попала в Борджинию, где стала Ламируар. Она является биологической матерью Аполло и Трюси. В конце игры она возвращает себе зрение и память, но пока что не решается рассказать своим детям правду о них.
- Зак Грамари (англ. Zak Gamarye) — любимый ученик Магнифи, подзащитный Феникса. Его настоящее имя — Шади Энигмар (англ. Shadi Enigmar). Является мужем Талассы и биологическим отцом Трюси. Был арестован по обвинению в убийстве своего наставника, Магнифи Грамари. Для выбора адвоката он сыграл в покер с Кристофом Гэвином и Фениксом Райтом, и по итогу выбрал второго, что взбесило Кристофа. Во время своего суда в критический момент он сбежал, на многие годы оставив загадку в деле об убийстве Магнифи. Спустя годы он вернулся как Шади Смит, передал право на труппу Грамари своей дочери Трюси и вскоре был убит Кристофом в отместку за события семилетней давности.
- Вэлант Грамари (англ. Valant Gramarye) — менее способный ученик Магнифи, друг и соперник Зака. Именно он, по плану Магнифи, должен был быть арестован за его убийство, но его вмешательство в сцену преступления привело к тому, что был арестован Зак. Спустя годы Вэлант признаёт вину и сдаётся полиции. В этом деле Вэлант признался, что на самом деле не является хорошим магом и что, возможно, его прошлое высокомерное поведение было вызвано его низкой самооценкой из-за пренебрежения со стороны Магнифи и любви Талассы к Заку.

## ПерсонажиPhoenix Wright: Ace Attorney – Dual Destinies

### Главные герои
- Афина Сайкс (англ. Athena Cykes) — новый протагонист серии, 18-летняя девушка, которая познакомилась с мистером Райта во время его путешествия по Европе. Она новичок в агентстве Райта. Одета в укороченный жёлтый пиджак, белые сапоги и рубашку, имеет длинные рыжие волосы, которые она собирает в хвост. На шее носит Виджет (англ. Widget) — маленький портативный компьютерный интерфейс, имеющий с ней связь и иногда выкрикивающий её мысли, когда она нервничает. Афина обладает особой способностью улавливать тонкие эмоциональные сигналы в голосах других людей и использует Матрицу настроения (англ. Mood Matrix) для изучения этих сигналов, пока свидетели дают свои показания. Сеансы с использованием Матрицы настроения представляют собой альтернативу перекрёстным допросам. В детстве Афина жила с матерью на космической станции и очень страдала от своего острого слуха. После убийства матери и ареста за это Саймона Блэккуилла, Афина поклялась стать адвокатом, чтобы защитить его и оправдать от несправедливого, на её взгляд, обвинения. Она часто полна энтузиазма и ярко, иногда даже мультяшно выражает свои бурные эмоции. Очень сильна физически. Падка на милых животных.
- Феникс Райт (англ. Phoenix Wright) — возвращается как протагонист. Он был восстановлен в звании адвоката незадолго до событий игры. Феникс одет в тот же синий костюм, что и раньше, но теперь носит его расстёгнутым и имеет в кармане ожерелье с фотографией Трюси. Является опытным адвокатом, любящим отцом Трюси и мудрым наставником Аполло и Афины.
- Аполло Джастис (англ. Apollo Justice) — возвращается как протагонист. В начале игры по неизвестным причинам носит бинты на руках и голове. Аполло гораздо более апатичен и угрюм, чем раньше, что объясняется в четвёртом деле: его лучший друг был убит, и он подозревал в убийстве свою новую коллегу, Афину, ради чего и носил бинты, дабы перестать «видеть» её нервные привычки. Не в силах больше мучиться от сомнений, он лично обвиняет её прямо в суде, чтобы раскрыть правду о смерти друга. Когда он понимает, что Афина не виновна, он извиняется перед ней и помогает выявить настоящего преступника.
- Саймон Блэккуилл (англ. Simon Blackquill) — новый прокурор, жутковато выглядящий мужчина с длинными чёрно-белыми волосами, завязанными в хвост, в тёмной одежде и кандалах на руках. Известен под прозвищем «Извращённый самурай». Он отбывает срок в тюрьме за убийство Метис Сайкс и ожидает казни, но главный прокурор позволил ему вести дела. Известен психологическими манипуляциями над адвокатами и свидетелями. Несмотря на угрожающую внешность и поведение, он весьма честный прокурор, не пользующийся грязными методами. Имеет питомца — ястреба по кличке Така, с помощью которого он читает документы и атакует адвокатов. Общается в солдатской, по-самурайски строгой манере, называя имена соперников с именным суффиксом «-доно». Саймон является поклонником японской культуры.
- Бобби Фулбрайт (англ. Bobby Fulbright) — энергичный, задорный и несколько странноватый детектив. Одет в белый костюм с красной рубашкой под ним, носит авиаторские очки. Имеет необычную дружбу с прокурором Блэккуилом, который часто физически наказывает Бобби за проступки (неизвестным образом запуская в него перья), на что в ответ детектив обычно включает электрошок, бьющий Саймона током. Известен своей коронной фразой «Мы верим в правосудие!». В расследованиях помогает главным героям по мере возможностей. В середине пятого дела Майлз Эджворт неожиданно сообщает, что настоящий Бобби Фулбрайт давно мёртв, а его место занял международный шпион по прозвищу Фантом.

### Эпизодические герои

#### Отсчёт до поворота
- Джунипер Вудс (англ. Juniper Woods) — подзащитная дела, подруга детства Афины, обучается в академии Фемиды на судью. Скромная, добрая девушка-ипохондрик, часто кашляет, когда нервничает. Она явно влюблена в Аполло, хотя тот этого не замечает. Она обвиняется в подрыве зала суда и убийстве Кэндис Арм.
- Гаспен Пейн (англ. Gaspen Payne) — прокурор дела, младший брат уже известного Уинстона Пейна. Заметно более мерзкая личность, чем его брат; в отличие от него, не гнушается использовать грязные методы для виновного приговора. Оказал психологическое давление на Афину, чем едва не вызвал у неё нервный срыв. В конце игры Майлз Эджворт уволил его за коррупцию и некомпетентность, и Гаспен бежал в некую далёкую страну.
- Кэндис Арм (англ. Candice Arme) — детектив, найденная мёртвой после подрыва зала суда. Она должна была давать важные показания в грядущем деле.
- Тед Тонейт (англ. Ted Tonate) — полицейский, помешанный на бомбах. Одет в типичную форму сапёра, носит защитные очки с красными и синими линзами. Примечателен довольно необычной формой общения: он набирает текст на клавиатуре, после чего синтезатор речи озвучивает то, что он напечатал. Впрочем, когда на Теда оказывается давление, он начинает говорить и сам. Он был тем, кто предупредил зал суда о взрыве и тем самым спас немало жизней. Однако Тонейт также преступник, который разбирал бомбы и продавал их на чёрном рынке. Когда Кэндис Арм застала Теда за попыткой разобрать бомбу, он в панике ударил её по голове этой бомбой и смертельно ранил её. Он попытался обвинить в её убийстве Джунипер Вудс, но Афина и Феникс разоблачили его как убийцу, после чего Тед начал угрожать взорвать зал суда. К счастью, бомба в его руках в этот момент была фальшивой и от неё пострадал только сам Тед — его очки взорвались и он потерял сознание.

#### Монструозный поворот
- Дэмиан Тэнма (англ. Damian Tenma) — подзащитный дела, мэр города Тэнма и отец Джинкси Тэнмы. Суровый, молчаливый мужчина с угрожающим взглядом. Обладает хорошими лидерскими качествами. В попытке защитить дочь он прямо во время суда притворился, что им овладел демон-ёкай Тэнма Таро, и начал вести себя как повелитель зла. После успешного завершения дела оказывается, что Дэмиан является Девятихвостым лисом (англ. Amazing Nine-Tails) — популярнейшим рестлером и легендой города Тэнма.
- Джинкси Тэнма (англ. Jinxie Tenma) — свидетель дела, дочь Дэмиана. Подруга Трюси. Работает горничной в поместье Кьюби. Очень меланхоличная и пугливая девушка, которая искренне верит в существование духов-ёкаев. Судя по всему, на фоне этого она страдает неким психическим расстройством, о чём знает её отец. Она думала, что жертва была убита демоном по имена Тэнма Таро, так как она видела его убегающим с места убийства.
- Рекс Кьюби (англ. Rex Kyubi) — жертва дела, олдермен деревни Девятихвостая долина. В прошлом занимался профессиональным реслингом, из-за чего многие подозревали, что он — это таинственный рестлер Девятихвостый лис. Был убит Флораном л’Беллем в попытке заполучить золотой слиток его поместья.
- Финеас Филч (англ. Phineas Filch) — свидетель дела, вороватый низенький подхалим, внешностью напоминающий енота. Является смотрителем поместья Кьюби. Имеет привычку воровать вещи, в том числе и у главных героев. Предок Финеаса много лет назад украл золотый слиток, хранящийся в поместье Кьюби. По злой иронии, именно этот слиток уже в наше время попытался украсть Флоран л’Белль и заручился помощью Филча, который надел костюм Тэнмы Таро и ввёл свидетеля, Джинкси, в заблуждение.
- Флоран л’Белль (англ. Florent L’Belle) — самовлюблённый помощник Дэмиана Тэнмы, носящий яркий фиолетовый костюм и постоянно красящий волосы. При разговоре часто подчёркивает отдельные слова, дабы придать им веса. Повсюду ходит с духами и прыскает ими в людей, которые ему не нравятся. Имеет свой бренд косметики и каждый раз его рекламирует, хотя им никто не пользуется, кроме него самого. Узнав о золотом слитке в деревне Девятихвостая долина, он решил объединить города, дабы осуществить свой план по его краже. Попытки шантажа Кьюби и Тэнмы не сработали, и тогда Флоран решил убить олдермена и свалить вину на Дэмиана. Он успешно это сделал, хотя весь его план оказался потрачен впустую — никакого слитка в тайной комнате не было, поскольку он был много лет как украден. В конце концов, Аполло разоблачил Флорана и довёл его до истерики, в результате которой некогда красиво выглядящий мужчина раскрылся как рано поседевший, морщинистый доходяга.

#### Академический поворот
- Джунипер Вудс (англ. Juniper Woods) — подзащитная дела, подруга детства Афины. Одета в чёрную официальную одежду. Ведёт себя более уверенно, чем в первом деле, хотя всё также подвержена приступам кашля. Играла роль судьи в имитации судебного процесса в академии Фемиды. Обвинялась в убийстве преподавателя, Констанции Корт. Она лучшая подруга Робин и Хью, вместе с которыми она носит «браслеты дружбы».
- Робин Ньюман (англ. Robin Newman) — громкий, вспыльчивый человек, учившийся на прокурора в академии Фемиды. Носит красный спортивный костюм с корсетом на груди. Имеет привычку кричать, когда пытается что-то донести или просто злится. Хотя Робин представляется как парень, в середине дела Афина доказывает, что Робин — девушка, и та в этом признаётся. Выясняется, что её растили как мальчика, и Робин скрывала от всех свой настоящий пол. Играла роль прокурора в имитации судебного процесса. Она лучшая подруга Джунипер и Хью, вместе с которыми она носит «браслеты дружбы».
- Хью О’Коннор (англ. Hugh O’Conner) — высокомерный, хладнокровный студент, учившийся на адвоката в академии Фемиды. Одет в синий костюм, носит очки, всегда таскает с собой длинный лук в сумке. После неудач в учёбе он на семь лет покинул академию и работал оператором строительного крана. Вернувшись, он скрыл и свой возраст, и свою профессию. Родители Хью платили учителям, чтобы он получал хорошие оценки, и это вылилось в то, что он стал считать себя выше всех остальных. Играл роль адвоката в имитации судебного процесса. Он лучший друг Джунипер и Робин, вместе с которыми он носит «браслеты дружбы», правда, свой он закрепляет на шею, а не на руку.
- Мириам Скаттлбатт (англ. Myriam Scuttlebutt) — скрытная студентка судебного факультета. Единственный член газетного клуба в академии. Всегда носит коробку в качестве прикрытия, появляясь в ней даже во время показаний в суде. Занимается сбором компромата на окружающих. Позднее она признаётся, что она просто хотела стать друзьями с Хью, Джунипер и Робин.
- Клавир Гэвин (англ. Klavier Gavin) — возвращается как приглашённый артист в академию Фемиды, в которой он когда-то учился. Он помогает Аполло и Афине в расследовании.
- Констанция Корт (англ. Constance Courte) — жертва дела, преподаватель судебного факультета в академии Фемиды. Высокая женщина в зелёном спортивном костюме. Она была хорошим учителем для Джунипер, и Клавир Гэвин с теплотой вспоминает о ней. Она узнала, что Аристотель Минс берёт взятки, и за это он убил её своим посохом. Она должна была играть роль жертвы в имитации судебного процесса.
- Аристотель Минс (англ. Aristotle Means) — свидетель дела, преподаватель адвокатского факультета в академии Фемида. Поначалу выглядит как добросовестный учитель, пускай и с несколько жутковатой улыбкой. Поверх преподавательской формы носит тогу, в руке держит длинный посох с глобусом на кончике, внешностью напоминает древнегреческую статую. Минс твёрдо придерживается принципа «цель оправдывает средства», и готов буквально на всё ради невиновного приговора. Оказывается взяточником и крайне жестоким человеком: когда его обвиняют в убийстве, он превращает свою причёску в подобие спартанского шлема, берёт из ниоткуда школьную доску и начинает вести суровый урок прямо в зале суда. Соорудил невероятно сложный план по сокрытию своего причастия к убийству Констанции Корт, но Аполло и Афина смогли победить его. Аристотель попытался убедить аудиторию дать ему мягкое наказание, однако его освистали и забросали мелом, после чего коварный учитель от стресса сломал себе зубы и упал со своей доской в облаке мела.

#### Звёздный поворот
- Соломон Старбак (англ. Solomon Starbuck) — подзащитный дела, популярный космонавт, который на самом деле очень боится космоса и полётов. Его красная причёска напоминает острие ракеты. Довольно эксцентричен и легковозбудим. Часто тяжело вздыхает, когда в чём-то разочаровывается. В конце игры он всё-таки успешно полетел в космос и преодолел свои страхи.
- Клэй Терран (англ. Clay Terran) — жертва дела, друг детства Аполло Джастиса. Он пытался спасти потерявшего сознания Соломана Старбака, когда ситуация на космическом центре вышла из-под контроля, но в итоге оказался убит. Именно он научил Аполло его коронной фразе «Я в порядке!».
- Юрий Космос (англ. Yuri Cosmos) — директор космического центра . Разъезжает на сегвее, компенсируя этим малый рост. Очень высокого мнения о себе, хочет внести своё имя в историю. Тем не менее, искренне заботится о своих подчинённых даже в ущерб своему положению. Во время суда, когда ложь в его показаниях раскрылась, он «сломался» и пробил сегвеем дыру в стене. Несмотря на наличие музыкального лейтмотива и «срыва», он не является злодеем дела, так как истинный виновник в этом эпизоде не раскрывается.
- Аура Блэккуилл (англ. Aura Blackquill) — инженер космического центра, старшая сестра Саймона. Работала с матерью Афины, Метис Сайкс, к которой, судя по намёкам, питала некие чувства. Она часто избивает и оскорбляет своего робота Клонко. Аура ненавидит Афину за то, что, как она считает, по её вине Саймон сидит в тюрьме. В дальнейшем она берёт под контроль роботов и захватывает в заложники посетителей космического центра, в том числе и Трюси, угрожая, что если над Саймоном не состоится повторный суд, она убьёт их всех. Когда суд завершается и Саймона объявляют невиновным, Аура отпускает заложников и сдаётся полиции, но перед этим она успевает поблагодарить главных героев и извиниться перед ними.
- Клонко (англ. Clonco) — робот с запрограммированной мужской личностью, работающий в космическом центре помощником Ауры. Подвергается физическому насилию со стороны хозяйки. Именно через него Аура общается после захвата заложников и даёт показания в суде.
- Понко (англ. Ponco) — робот с запрограммированной женской личностью, работающий в космическом центре проводником. Наряду со своим «братом» Клонко, была спроектирована Метис Сайкс и Аурой Блэккуилл, которых она считает своими «мамами». Она даёт показания в суде о смерти Метис Сайкс. Оказывается, что Понко была на месте убийства, но из-за ограниченности своей программы она даже не поняла, что хозяйка мертва, думая, что она просто спит. Позднее Саймон, нашедший тело Метис и Афину рядом с ней, разобрал Понко на части и отвёз в другую часть космического центра, где её починили. Показания Понко стали важнейшим ключом к разгадке дела UR-1.

#### Поворот ради завтра
- Фантом (англ. Phantom) — международный шпион, чьей настоящей личности никто не знает. Он мастер перевоплощений, столь искусный, что может легко имитировать как мужчин, так и женщин. Считается, что он не испытывает никаких эмоций, хотя может их симулировать. Он был ответственен за саботаж первого запуска ракеты HAT-1 и убийство Метис Сайкс. Женщина получила запись его голоса и, будучи опытным психологом, могла вычислить его истинные эмоции, поэтому Фантом лично убил её. После убийства его застала дочь Метис, Афина, которая, находясь в шоковом состоянии, напала на убийцу с ножом и поранила его руку, кровь из которой попала на осколок метеорита. Затем Фантом сбежал, замаскировавшись под сотрудника космического центра. Спустя семь лет он, судя по всему, убил и занял место детектива Бобби Фулбрайта. Пользуясь положением, он взорвал зал суда в попытке уничтожить осколок метеорита со своей кровью и всячески пытался помешать героем раскрыть правду об инциденте UR-1, но в итоге был разоблачён. Несмотря на разоблачение, Фантом отрицал всякую вину и продолжал говорить об отсутствии у себя каких-либо эмоций. Тогда Феникс указал, что все действия Фантома доказывали его панический страх раскрытия собственной личности. Неожиданно поняв, что он уже не помнит, кто он такой, Фантом «сломался» и стал менять маски, пытаясь найти своё настоящее лицо. Не сумев найти таковое, шпион навзничь упал на пол, застреленный неизвестным снайпером.
- Метис Сайкс (англ. Metis Cykes) — мать Афины, психолог в космическом центре, жертва дела UR-1. Афина считала, что мать ею пренебрегала, хотя на самом деле это было не так. Она была убита Фантомом, который не хотел, чтобы Метис успела обработать запись его голоса. После её смерти Афина, будучи в шоке, с помощью Понко положила тело матери на кресло, на котором Метис и Аура чинили роботов. В этот момент в комнату зашёл Саймон и увидел, как Афина, спокойно улыбаясь, говорит ему, что пытается «починить» маму. Саймон сделал всё, чтобы скрыть предлагаемую причастность Афины к убийству, и взял вину на себя. Долгие годы все считали его убийцей Метис, а Аура считала Афину убийцей. Лишь спустя семь лет истинный виновник был раскрыт и арестован за все свои преступления.
- Майлз Эджворт (англ. Miles Edgeworth) — возвращается как глава прокуратуры Лос-Анджелеса. Он является прокурором в пятом деле, по просьбе Ауры противостоя в суде Фениксу Райту. Почти не изменился с событий прошлых игр, за исключением того, что он теперь носит очки. Именно Эджворт сообщил суду правду о детективе Фулбрайте и самозванце, выдававшем себя за него.
- Перл Фей (англ. Pearl Fey) — возвращается как помощник Феникса. Она объясняет ему, что такое «чёрные душевные замки» и в чём их опасность. Передала Фениксу письмо от Майи.

#### Возвращение поворота
- Саша Баклер (англ. Sasha Buckler) — свидетель, а позже и подзащитный дела. Являясь дрессировщиком косаток в аквариум «Shipshape», носит пиратский наряд. Она просит Феникса Райта защитить её косатку Орлу от обвинений в убийстве владельца аквариума. Она полна энергии и жизнерадостна, с большим энтузиазмом относится к своей работе. Страдает пороком сердца.
- Джек Шипли (англ. Jack Shipley) — жертва дела, владелец аквариума. Его причёска по форме напоминает якорь. Когда Марлон Раймс осушил аквариум, чтобы убить Орлу, Джек попытался вернуть воду, но поскользнулся и едва не упал вниз, успев ухватится за лестницу. Марлон попытался его спасти, но Джек отказался давать ему руку, так как в таком случае они погибли бы оба, и сорвался, после чего разбился насмерть.
- Норма Де Плюм (англ. Norma DePlume) — свидетель, полноватая женщина-писатель, ищущая материал для своих книг. Она была свидетелем «убийства» Джека Шипли. На самом деле её вызвал в аквариум Марлон Раймс, чтобы она увидела, как косатка держит во рту труп Шипли. Норма, поняв, что ошибалась насчёт косатки, помогла Фениксу Райту раскрыть правду о деле.
- Ора и Орла Шипли (англ. Ora and Orla Shipley) — косатки, выступающие в аквариуме «Shipshape». После смерти Азуры Ора была втайне отправлена в другой аквариум, а её заменила её сестра Орла. Орла является подзащитным дела.
- Марлон Раймс (англ. Marlon Rimes) — работник аквариума, парень покойной Азуры Саммерс. Любит песни в стиле рэп и даже даёт показания, вызывая Феникса Райта на рэп-баттл. Испытывал ненависть к косатке Орле, считая её виновной в смерти Азуры. Ради этого он, воспользовавшись случаем, попытался осушить аквариум, но, к несчастью, из-за этого погиб Джек Шипли. Марлон пытался возложить на косатку, чтобы её усыпили, но этого не случилось — Феникс разоблачил его как случайного убийцу Шипли. Марлон, сломленный виной и горем, полностью признался в своём преступлении. В отличие от большинства убийц, он не был арестован, а вместо этого отправлен на реабилитацию. Спустя несколько месяцев он возвращается к работе в аквариуме на место Джека Шипли, на сей раз относясь к косаткам с любовью.
- Азура Саммерс (англ. Azura Summers) — работница аквариума, девушка Марлона Раймса. Она страдала пороком сердца и однажды трагически умерла прямо во время выступления. Ора вытащила её тело из воды, неся его в зубах, но это выглядело так, будто она её убила. За этот инцидент Марлон возненавидел косатку и поклялся отомстить.
- Герман Краб (англ. Herman Crab) — работник аквариума, ветеринар. В его пышной шевелюре живёт маленький пингвинёнок Снайпер, считающая Германа своей «мамой». Выглядит раздражительным и замкнутым, хотя в душе любит животных. Яростно выступает против эвтаназии живых существ. В суде занимает нейтральную позицию, помогая обоим сторонам.

## ПерсонажиPhoenix Wright: Ace Attorney – Spirit of Justice

### Главные герои
- Феникс Райт (англ. Phoenix Wright) — опытный адвокат в агентства Райта по любым делам. Наставник Аполло и Афины. Приехал в Кура’ин, чтобы встретиться с Майей, и оказался втянут в череду сложных дел.
- Аполло Джастис (англ. Apollo Justice) — адвокат, работающий в агентстве Райта по любым делам. По ходу игры раскрывается, что он вырос в Кура’ине, пока Дюрк не отправил его в США ради его безопасности. Вернувшись в королевство, он узнаёт правду о своём происхождении и самостоятельно побеждает Га’ран. После этого он решает остаться в Кура’ине, чтобы помочь стране восстановить юридическую систему.
- Афина Сайкс (англ. Athena Cykes) — адвокат, работающая в агентстве Райта по любым делам. В этой части играет заметно меньшую роль, чем в предыдущей, и предстаёт как протагонист только в одном деле, не имеющем связи с общим сюжетом игры.
- Наюта Садмади (англ. Nahyuta Sahdmadhi) — новый прокурор игры, андрогинный, напоминающий монаха мужчина с длинными волосами лавандового цвета в белом наряде и с летающим прозрачным шарфом вокруг шеи. Он верит, что приговор преступникам обеспечит покой их жертвам. В суде Наюта ведёт себя крайне спокойно, даже умиротворённо, но если его разозлить, то он может стать очень острым на язык циником. Как и Клавир, проявляет интерес к Эме Скай. Иногда кидает чётки в адвокатов и с помощью мантры сжимает их вокруг частей тела оппонента, чтобы вызвать у него боль. Он сын Дюрка и Амары Садмади, тайный брат Райфы и приёмный брат Аполло Джастиса. Несмотря на приверженность традициям королевства, в прошлом Наюта являлся членом повстанческого движения против режима Га’ран под названием «Непокорные драконы». В конце игры он встаёт на сторону главных героев и помогает победить злую королеву, принося в Кура’ин мир и справедливость.
- Майя Фей (англ. Maya Fey) — возвращается как медиум, обучающийся в Кура’ине. Она была в очередной раз обвинена в убийстве, и Феникс снова защищал её в суде. Почти не изменилась с событий прошлых игр. Позднее её похитил Инга, чтобы шантажом заставить Феникса Райта защищать Пола Атишона. На её глазах Инга застрелил Дюрка, который в последние минуты жизни попросил Майю призвать его дух, когда он умрёт, что она и сделала.
- Эма Скай (англ. Ema Skye) — возвращается как криминалист, помогает главным героям в расследованиях. Теперь она более жизнерадостная, чем раньше, хотя всё ещё имеет пристрастие к закускам.
- Га’ран Сигатар Кура’ин (англ. Ga’ran Sigatar Khura’in) — королева Кура’ина, прокурор. Несмотря на внешнее спокойствие и мудрость, она очень коварна и эгоистична. Убила отца Аполло Джастиса и собственного мужа. В образе прокурора напоминает паука. Она издала указ «Акт о виновности защиты», призванный дискредитировать адвокатов в стране. По этому закону все адвокаты должны были быть казнены со своими подзащитными, если они проиграют дело. Хоть она и является королевой, в действительности Га’ран не обладает никакими спиритическими способностями. В конце игры Аполло разоблачил её в этом, и против неё восстали её же люди. В попытке вызвать Святую Матерь Га’ран сошла с ума и впала в бредовое состояние.
- Инга Каркуул Кура’ин (англ. Inga Karkhuul Khura’in) — министр юстиции Кура’ина, муж Га’ран. Его полное имя звучит как Инга Каркуул Хо’код Дис’нам Би’ани Лога Ормо Помпус Да’нит Ар’эди Из Кура’ин III (англ. Inga Karkhuul Haw’kohd Dis’nahm Bi’ahni Lawga Ormo Pohmpus Da’nit Ar’edi Iz Khura’in III). Очень высокомерный и властолюбивый человек, гордящийся своим статусом. Пожалуй, его единственным хорошим качеством была искренняя любовь к приёмной дочери, Райфе. Всегда ходит с сигарой в зубах, которой он ставит печати в документах. Инга страдал от прозопагнозии — неспособности запоминать лица. Из-за этого он записывал описания встречающихся людей в свой блокнот. Планировал свергнуть Га’ран с помощью Сферы основательницы, но его планам не суждено было сбыться — жена вычислила и убила нечестивого супруга, предварительно замаскировавшись под Дюрка Садмади.
- Райфа Падма Кура’ин (англ. Rayfa Padma Khura’in) — принцесса королевства, жрица, приёмная дочь Инги и Га’ран. Способна проводить Сеансы гадания с помощью бассейна душ, что позволяет просматривать последние мгновения жизни жертвы и то, что она ощущала. Она контролирует судебные процессы, дабы те не вышли за рамки законов. Райфа является дочерью Дюрка и Амары, о чём она до поры до времени не знала. Очень серьёзно относится к своим обязанностям, поначалу высокомерна, отказывается признавать свои ошибки. Позднее ставит под сомнение собственные идеалы и даже сомневается, стоит ли ей становиться королевой. Но главные герои помогают Райфе и та преодолевает себя, помогая одолеть Га’ран.

### Эпизодические герои

#### Иностранный поворот
- Алби Юр’гаид (англ. Ahlbi Ur’gaid) — подзащитный дела, маленький мальчик, живущий в Кура’ине, работает гидом в стране. Обвинялся в убийстве Пат Рола. Часто чрезмерно реагирует на происходящее. Дружит с собачкой Ша’до, которая живёт в его сумке.
- Пат Рол (англ. Paht Rohl) — жертва дела, охранник в храме, в котором проводились служения. Чтобы прокормить большую семью, решил воровать, о чём сожалел. Пытался украсть Сферу основательницы, в ходе этого случайно наткнулся на Алби. Не желая причинять вреда мальчику, Пат начал тянуть время, но оказался убит ударом по голове сзади.
- Пис’лабн Андистан’дин (англ. Pees’lubn Andistan’dhin) — монах в храме, иностранец. Отвечает за музыкальное сопровождение во время богослужений. Играет на струнном инструменты и часто говорит стихами. По приказу министра юстиции похитил Сферу основательницы ещё до Пат Рола. Когда монах увидел, что охранник несёт шкатулку, где хранилась реликвия, он понял, что отсутствие Сферы сразу заметят, и убил Рола ударом своего музыкального инструмента. Пытался переложить вину на Алби, но был обвинён в убийстве Фениксом Райтом. После этого Пис’лабн вытащил большие колонки и начал играть музыку в жанре хеви-метал. Будучи полностью разоблачённым, сломал обе колонки и оказался оглушён обломками своей гитары.
- Гаспен Пейн (англ. Gaspen Payne) — возвращается как прокурор первого дела. Оказывается, что после своего бегства в прошлой игре он переселился в Кура’ин и быстро стал главным прокурором в стране, успешно обвинив множество людей. Носит золотую корону, которая после его поражения от рук Феникса Райта упала вместе с париком Гаспена и показала, что он полностью лысый.

#### Магический поворот
- Трюси Райт (англ. Trucy Wright) — подзащитная дела, дочь Феникса Райта, девочка-волшебница, организовавшая собственное магическое телешоу. Была обвинена в убийстве Манова Мистри. После её ареста агентство Райта едва не прекратило существование, но усилия Аполло и Афины предотвратили это.
- Манов Мистри (англ. Manov Mistree) — жертва дела, выступал под псевдонимом Мистер Реус. Был убит во время выступления, когда составленный Роджер Ретинзом механизм потянул его вверх и насадил на острый меч.
- Роджер Ретинз (англ. Roger Retinz) — продюсер телеканала Take-2, на котором Трюси организовала своё шоу. До тошноты снисходительный человек с любовью к деньгам, часто ведёт себя так, будто находится на телешоу. Много лет назад он был участником труппы Грамари под псевдонимом Мистер Реус (англ. Mr. Reus). Однажды он получил травму, из-за которой Магнифи Грамари запретил ему появляться на выступлениях. Роджер всё равно появился, и в наказание суровый маг изгнал его из труппы. Очень мстительный и тщеславный, Ретинз затаил глубокую обиду на всю труппу. Чтобы отомстить, он решил подставить Трюси, убив Манова Мистри. В суде Аполло доказал связь Ретинза с Труппой Грамари и разоблачил его коварный план. Побеждённый Ретинз умолял аудиторию дать ему шанс и лицемерно заявлял, что в этом деле жертва — это он, но в итоге Роджер был ослеплён светом множества прожекторов и пал на колени, признавая поражение.
- Бонни и Бетти Де Фамм (англ. Bonny and Betty de Famme) — сёстры-близнецы, ассистентки Трюси в её шоу. Каждая из сестёр скрывала от окружающих существование другой, чтобы продолжать обманывать зрителей с их фокусами с «перемещением» в пространстве. Бонни довольно добрая, мягкая и скромная, а Бетти — нахальная, грубоватая и завистливая. Ходят с зонтиками и с их помощью «телепортируются». Бонни имеет элементы кролика в дизайне, а Бетти — летучей мыши.

#### Ритуальный поворот
- Тараст Инми (англ. Tahrust Inmee) — верховный жрец Кура’ина, который был найден мёртвым в Святилище после Обряда очищения. В тайне был членом «Непокорных драконов». После своей смерти был вызван в суд в качестве свидетеля с помощью Майи Фей, которая призвала его дух. Тараста допросили и после долгих прерий выяснилось, что его смерть была самоубийством, которое он совершил, чтобы защитить свою жену и будущего ребёнка. Когда правда вскрылась, Тараст громко закричал от отчаяния.
- Бе’либ Инми (англ. Beh’leeb Inmee) — жена Тараста и мать его ребёнка, член «Непокорных драконов». Случайно убила Па’рей Зе’лота, когда тот раскрыл её причастность к повстанческой группировке.
- Па’рей Зе’лот (англ. Puh’ray Zeh’lot) — молодой послушник. Представляющийся всем набожным и тихим человеком, в действительности он был тайным агентом Инги по имени Рил Не’му (англ. Rheel Neh’mu). Его задачей было ловить повстанцев и либо убивать их, либо отдавать в руки полиции. Он был случайно убит Бе’либ Инми, которая толкнула на него плиту, что привело к насаживанию Рила на острый выступ статуи позади него. Зная, что его жену арестуют за убийство, Тараст спрятал тело послушника в снегу и позднее перенёс его на Площадь преданности, усадив в молитвенную позу. Жрец планировал обвинить в убийстве Майю, но Феникс Райт раскрыл его план.
- Датц Аре’бал (англ. Datz Are’bal) — высокопоставленный член «Непокорных драконов», правая рука Дюрка Садмади, бывший десантник. В прошлом его арестовали и поместили в тюрьму, но ему удалось сбежать, правда, в процессе он получил амнезию. Давал показания под псевдонимом Анон Имус (англ. A’nohn Ihmus) . В суде восстановил память и почти сразу сбежал. В дальнейшем сопровождал Дюрка в США. Беззаботный и дружелюбный человек, комичный персонаж. Прожорлив, ест много яблок. По характеру и роли в сюжете является аналогом Ларри Батца для Аполло Джастиса.

#### Театральный поворот
- Баки Уэт (англ. Bucky Whet) — подзащитный дела, повар в магазине лапши, друг Саймон Блэккуила. Полноватый молодой человек, часто выпивает. Во время суда был пьян и по большей части никак делу не помогал.
- Саймон Блэккуилл (англ. Simon Blackquill) — возвращается как свидетель и друг Баки Уэта. Позднее он встаёт за стойку защиты с Афиной и помогает ей раскрыть дело, мотивируя и напоминая о принципах работы адвоката.
- Тайфу Тонэйдо (англ. Taifu Toneido) — мастер ракуго, жертва дела. Часто недоговаривал вещи, что привела к его смерти: его ученица Гэйру убила его, думая, что он издевается над ней, в то время как на деле Тайфу хотел приободрить её на поиск собственного пути в жизни.
- Гэйру Тонэйдо (англ. Geiru Toneido) — рассказчица ракуго, мастер плетения шариков. Выглядит как девушка в розовой форме клоунессы в юбке. На голове носит розовый парик, который скрывает шрам от удара Тайфу и её настоящие чёрные волосы. Гэйру родилась в семье знаменитого рассказчика ракуго, который до своей смерти был лучшим в школе Тонэйдо, за что и получил титул «Уэндо Тонэйдо». Надеясь пойти по стопам отца, она стала учиться искусству ракуго у Тайфу Тонэйдо. Однако вскоре Тайфу стало очевидно, что ей не хватает таланта отца к этому искусству, и вместо этого он порекомендовал ей стать мастером плетения из воздушных шаров. Обозлившись на него и считая, что он не ценит её, она придумала план мести и убила Тайфу. В суде вела себя игриво и плела много шариков, пока Афина Сайкс не обвинила её в убийстве. Будучи разоблачённой, Гэйру натянула подтяжки и лопнула шарики под своей одеждой, что визуально делали её грудь больше. Затем она сняла парик и со слезами на глазах призналась в убийстве.
- Уэндо Тонэйдо (англ. Uendo Toneido) — рассказчик ракуго, получивший титул и имя после смерти отца Гэйру. У него диссоциативное расстройство идентичности, из-за чего в его теле живут четыре отдельных личности: сам Уэндо (англ. Uendo), спокойный и рассудительный человек, Лоскутки (англ. Patches), шут и баламут, Кисэгава (англ. Kisegawa), суровая и саркастичная обольстительница, и Оуэн (англ. Owen), пятилетний боязливый ребёнок, который появляется только когда остальные три личности находятся без сознания. Он был свидетелем убийства, и показания его личностей стали ключом к разгадке дела.

#### Революционный поворот
- Арчи Бафф (англ. Archie Buff) — жертва дела, археолог, приехавший в Курайн за Сферой основательницы. Был убит Полом Атишоном, который сбросил ему на голову тяжёлый чемодан. Отец Арми Бафф.
- Пол Атишон (англ. Paul Atishon) — политик, баллотирующийся на пост члена местной администрации в деревне Курайн. Очень гордый человек, смотрит на всех свысока. Имеет дедушку-политика. Планировал заполучить Сферу основательницы, ради чего убил Арчи Баффа и пытался убить Аполло Джастиса и Дюрка Садмади. Вступил в сговор с Ингой, чтобы с помощью шантажа заставить Феникса Райта представлять его интересы в суде. После раскрытия своих грязных дел он на мгновение вообразил свою победу на выборах, но грёзы оборвало внезапно появившееся сообщение об аресте Атишона за убийство. Политик с криком упал в мнимую пропасть, взывая к дедушке, тогда как в реальности он застыл в нелепой позе за стойкой свидетеля, а его именная табличка с треском сломалась.
- Арми Бафф (англ. Armie Buff) — дочь Арчи Баффа. Первоначально общается и даёт показания с помощью игрушечного вертолёта на радиоуправлении. Инвалид, передвигается на коляске после инцидента с пожаром в детстве. На самом деле она уже выздоровела и может ходить, но боится это делать. В конце дела она наконец встаёт на ноги.
- Дюрк Садмади (англ. Dhurke Sahdmadhi) — лидер повстанческой группировки «Непокорные драконы», адвокат. Муж Амары, отец Наюты и Райфы, приёмный отец Аполло Джастиса. Предстаёт как приветливый человек с хорошим чувством юмора и прирождённый лидер, который желает справедливости и мира в королевстве. На глазу носит повязку, а одна из его рук перевязана. Он был близко знаком с отцом Аполло, Джовом Джастисом, хотя не знал его настоящего имени. После его смерти усыновил Аполло. Был обвинён в убийстве своей жены и мятеже, после чего был вынужден бежать в горы. В настоящем времени он прилетел в США, чтобы получить Сферу основательницы. После успешного получения реликвии он вместе с Аполло он вернулся в Кура’ин для обмена Сферы на Майю Фей. Там он был обвинён в убийстве министра юстиции, и Аполло вызвался его защищать. В ходе расследования и суда неожиданно раскрылось, что Дюрк был уже несколько дней как мёртв — его дух всё это время держала призванным Майя Фей. Правда едва не сломила Аполло, но он смог справиться с этим и добиться правосудия для злодеев, причастных к смерти Дюрка.
- Перл Фей (англ. Pearl Fey) — возвращается как одна из жителей деревни Курайн. Она немного помогает Аполло в расследовании.
- Майлз Эджворт (англ. Miles Edgeworth) — возвращается как друг и помощник Феникса в расследовании. Он расследовал похищение Майи и выявил связь между Полом Атишоном и Ингой Кура’ином. Вместе с командой он полетел в королевство, чтобы спасти Майю и победить королеву Га’ран.
- Джов Джастис (англ. Jove Justice) — бродячий музыкант, муж Талассы Грамари и отец Аполло Джастиса. Известен под сценическим псевдонимом Джэнгл Джастис (англ. Jangly Justice). Внешне очень похож на Аполло, только его «антенны» на голове направлены не вверх, а вниз. За время, проведённое в Кура’ине, подружился с Дюрком и принял его приглашение переночевать во дворце. Но ночью произошло непредвиденное — Га’ран подожгла дворец, чтобы инсценировать смерть сестры, занять её место и обвинить в «убийстве» и поджоге Дюрка. Проснувшийся Джов взял на руки сына и начал искать Амару, и в этот момент его увидела Га’ран. Подумав, что музыкант может помешать её планам, она ударила его по голове, оставив умирать в пожаре. О жертве Джова никто не узнал, кроме Дюрка, который вовремя нашёл его плачущего сына и спас из огня. Правда всплыла лишь через двадцать три года, когда все просмотрели последние мгновения его жизни с помощью Сеанса гадания.
- Амара Сигатар Кура’ин (англ. Amara Sigatar Khura’in) — бывшая королева Кура’ина. Жена Дюрка, мать Наюты и Райфы, сестра Га’ран. В отличие от сестры, она обладает спиритическими способностями. Завидуя ей, Га’ран решила занять её место, инсценировав её смерть и спрятав под арест в резиденции. Там она провела некоторое время, пока её не нашёл Дюрк, с которым она сбежала в горы, где она родила дочь Райфу. Но вскоре их нашли, и Амару снова посадили под арест, забрав у неё новорождённую дочь, которую Га’ран и Инга воспитали как свою. Амара же приняла личность Найны (англ. Nayna), воспитательницы Райфы, которая ухаживала за ней всю её жизнь. Амара помогла своей сестре в её плане по подставе Дюрка, так как злая королева угрожала безопасности её дочери. Амара выдавала себя за Га’ран во время обряда призывов, дабы та могла скрыть отсутствие способностей у неё самой. Она была вызвана как свидетель во время суда над Дюрком, и в тот момент, когда она была готова рассказать правду, её застрелил один из охранников. К счастью, Амара пережила нападение и после окончания суда и свержения Га’ран стала готовить Райфу к правлению королевством.

#### Поворот во времени
- Эллен Уайатт (англ. Ellen Wyatt) — подзащитная дела, невеста Сорина. Она была уверена, что переместилась во времени во время убийства Дюма Глумсбэри. До замужества работала горничной в семье Спрокетов. Несмотря на первоначальное спокойствие и галантность, она очень быстро показывает настоящую себя: плаксивую, очень неуверенную и плохо справляющуюся со стрессом женщину с растрёпанными волосами. В своём истинном облике она часто выполняет типичную для горничной работу: стирает, гладит и готовит. В конце дела она вышла замуж за Сорина Спрокета.
- Сорин Спрокет (англ. Sorin Sprocket) — жених Эллен Уайатт, младший брат покойной Селены Спрокет. Внешне холоден и сдержан, но очень любит свою невесту. Он инженер и изобретатель, управляющий директор компании «Sprocket Aviation». Попав в аварию, получил травму головы и из-за этого имел проблемы с памятью — каждый день он просыпался и забывал всё, что с ним происходило, мысленно возвращаясь ко дню, когда погибла его сестра. По этой причине Сорин всегда ходит с записной книжкой, в которую в подробностях описывает всё, что с ним произошло.
- Ларри Батц (англ. Larry Butz) — возвращается как свидетель. Как выяснилось, Ларри за прошедшее время стал успешным иллюстратором книг. Он попросил Феникса защищать Эллен Уайатт в суде.
- Пирс Никоди (англ. Pierce Nichody) — дворецкий семьи Спрокет. В прошлом работал хирургом и спас жизнь Сорину, пожертвовав своей невестой Селеной. За это он затаил глубокую обиду на Сорина и хотел отомстить. Заручившись помощью Дюма Глусбэри, Пирс планировал убить Эллен, но план сорвался из-за вмешательства Сорина и Ларри Батца. В конце концов, Никоди убил Глумсбэри ударом тяжёлых часов по голове и подставил Эллен Уайатт. Вызванный в суд, Пирс, в отличие от многих злодеев, был сдержан и хранил молчание, однако Феникс Райт всё-таки сумел разоблачить его как убийцу. Вновь пережив воспоминания о Селене, Пирс осознал свою неспособность повлиять на время и признался во всём, отпуская смерть невесты.
- Селена Спрокет (англ. Selena Sprocket) — покойная старшая сестра Сорина Спрокета, невеста Пирса Никоди. Она попала в аварию со своим братом и была доставлена в больницу. Её хотел спасти Сорин, но она попросила его оперировать её брата. Пирс подчинился и спас жизнь Сорину, при этом невольно пожертвовав жизнью своей невесты. В аварии же был обвинён Дюма Глумсбэри. Инцидент глубоко повлиял на всех её участников, оставив им тяжёлые душевные травмы.
- Дюма Глумсбэри (англ. Dumas Gloomsbury) — жертва дела, слуга семьи Спрокет. Он ехал в машине с Селеной и Сорином за рулём, но машина попала в аварию, в которой Селена погибла, а Сорин получил травмы. Ответственность возложили на Глумсбэри, дабы не портить репутацию престижной семьи. В качестве компенсации Дюма был повышен в должности, однако это не умалило озлобленности слуги за такое обращение. Он помог Пирсу Никоди в его плане мести, но в ходе него он сам оказался убит Пирсом.

## Персонажи дилогииAce Attorney Investigations: Miles Edgeworth

### Ace Attorney Investigations: Miles Edgeworth
| Английский          | Японский                        | Русский                    |
| ------------------- | ------------------------------- | -------------------------- |
| Kay Faraday         | 条美雲 (Микумо Итидзё)          | Кей Фарадей                |
| Shi-Long Lang       | 狼 士龍 (Сирю: Ро:)             | Лан Шилун или Ши-Лонг Ланг |
| Shih-na             | シーナ (Си: на)                 | Ши-на или Шина             |
| Tyrell Badd         | 馬堂 一徹 (Иттэцу Бадо:)        | Тирелл Бэдд                |
| Dick Gumshoe        | 糸鋸 圭介 (Кэйсукэ Итонокогири) | Дик (Ричард) Гамшу         |
| Franziska von Karma | 狩魔冥 (Карума Мэй)             | Франциска фон Карма        |
| Miles Edgeworth     | 御剣怜侍 (Рэйдзи Мицуруги)      | Майлз Эджворт              |

### Главные герои
- Кей Фарадей (англ. Kay Faraday) — девочка-подросток, самопровозглашённый вор «Ятагарасу». Она помогает Эджворту с помощью своего гаджета «Воришка», который может создать виртуальную реконструкцию места преступления. Энергичная, занимающиеся «воровством» во имя справедливости и правды, хотя в ходе обеих игр так ничего и не крадёт.
- Лан Шилун (англ. Shi-Long Lang) — элитный следователь Интерпола из республики Чжэн Фа. Работает по методу «сначала арестовать, а потом задавать вопросы». Он известен своей тактикой массового расследования с использованием большой команды из 100 подчинённых, которых он называет стаей, а себя волком. Ненавидит допросы, прокуроров и суды.
- Ши-на (англ. Shih-na) — секретарша Лан Шилуна, занимается документами и законами других стран для своего начальника. На вид тихая и скромная женщина, вторая по старшинству в команде Лана. В конце игры раскрывается, что она была Калистой Ю (англ. Calisto Yew) и являлась членом контрабандисткой группировки.
- Тирелл Бэдд (англ. Tyrell Badd) — ветеран полиции, преследующий Ятагарасу. Несмотря на угрожающий вид, он довольно добр, хоть и суров. Постоянно сосёт леденец, который со стороны выглядит похожим на торчащую изо рта сигарету. Является пародией на нуарных детективов из фильмов 1940-х годов. Был одной из «ног» оригинального Ятагарасу. Угрожал пистолетом Эджворту в его кабинете и пытался застрелить Ши-ну в посольстве. В конце игры Бэдд добровольно идёт под арест, но против него, судя по всему, не выдвигают серьёзных обвинений, так как он имел честные мотивы и передал следствию массу ценных сведений.

### Эпизодические герои

#### Посетитель поворота
- Мэгги Бёрд (англ. Maggey Byrde) — здесь она работает охранником в прокуратуре. В очередной раз обвинялась в убийстве, но Эджворт успешно защитил её.
- Уинстон Пейн (англ. Winston Payne) — стоит в коридоре прокуратуры и «помогает расследованию». По факту, он ничего не делает, а Эджворт даже не признаёт в нём прокурора, думая, что он уборщик.
- Жак Портсман (англ. Jacques Portsman) — молодой прокурор. Любит баскетбол и спорт. Вёл расследования убийства своего партнёра. Носит рубашку поло для тенниса и золотую медаль. Притворяется добрым, жизнерадостным и «своим в доску», но на самом деле бессердечный, способный на преступления ради своей цели — быть лучшим и идеальным. Член международной контрабандисткой сети. После разоблачения съел свою золотую медаль и со слезами на глазах упал на пол.
- Бадди Фейт (англ. Buddy Faith) — следователь, работавший вместе с прокурором Жаком Портсманом. Был убит Жаком Портсманом в кабинете Майлза Эджворта.

#### Поворот в полёте
- Цинк Лаблан (англ. Zinc Lablanc) — меценат, эстет и коллекционер родом из республики Борджиния. Мужчина маленького роста в ярких одеяниях, похожих на одежду эпохи Возрождения. Живёт по принципу «Время — деньги». Был самозваным свидетелем и постоянно вмешивался в ход расследования.
- Кэмми Мил (англ. Cammy Meele) — стюардесса на борту I-390 iFly Airlines. Вечно сонная девушка с длинными и пушистыми волосами. Она член международной контрабандисткой сети. Испугавшись, что Акби Хикс может её раскрыть, она сбросила его с перил в грузовом отсеке самолёта, убив его. Будучи раскрытой, начала надувать кучу мыльных пузырей, которые потом массово лопнули.
- Рода Тенейро (англ. Rhoda Teneiro) — главная стюардесса. Считала Майлза виновным в убийстве, но позже стала ему помогать. Позднее сама обвинялась в убийстве Акби Хикса, пока Эджворт не раскрыл настоящего убийцу — Кэмми Мил.
- Акби Хикс (англ. Akbey Hicks) — агент Интерпола из республики Борджиния, занимающийся расследованием деятельности международной контрабандной сети. Мужчина средних лет со средними по длине волосами и очками, всегда носил с собой телефон. Он попытался сфотографировать грузовой отсек самолёта, на котором летел, и наблюдавшая за этим Мил, испугавшись, столкнула его вниз. Хикс встретил свой конец, разбившись насмерть с большой высоты.

#### Похищенный поворот
- Эрнест Амано (англ. Ernest Amano) — генеральный директор Амано Групп. Давний друг Манфреда фон Кармы. Вызвал Майлза Эджворта, чтобы он доставил выкуп за его сына. Полный, короткий мужчина с длинными мочками, носящий традиционное кимоно и усы. Оказался очередным членом международной контрабандисткой сети.
- Лэнс Амано (англ. Lance Amano) — сын Эрнеста Амано. Полноватый молодой человек в модной одежде и, как ни странно, наручниками на руках. Был «похищен» неизвестными, требующие выкуп в миллион долларов. Похищение по итогу оказалось фикцией, созданной самим Лэнсом, его девушкой и дворецким. В ходе конфликта между Лэнсом и Колином второй оказался убит, что и раскрыл Эджворт. Поняв, что его план раскрыли, Лэнс сломал наручник и разразился слезами.
- Колин Девори (англ. Colin Devorae) — бывший сотрудник Амано Групп. Был арестован за преступления своего работодателя, будучи козлом отпущения, но через некоторое время сбежал из тюрьмы. Скрывающийся мужчина стал дворецким семьи Амано и репетитором Лэнса, взяв новое имя Оливер Дикон (англ. Oliver Deacon). В настоящем времени он найден мёртвым с огнестрельным ранением в области груди. Его убил в ходе борьбы Лэнс Амано. Выглядит как пожилой усатый мужчина в классическом костюме. Был отцом Лорен Попс.
- Майк Микинс (англ. Mike Meekins) — неудачливый офицер полиции на сей раз оказался втянут в расследование убийства на территории парка, посвящённому Синему Барсуку, талисману полицейского участка. Микинс должен был расследовать, замаскировавшись под Синего Барсука, но по итогу он так увлёкся образом, что забыл о своей задаче и потерял оружие. Недолго был подозреваемым в убийстве Колина Девори, но подозрения быстро отпали, когда детективы нашли потерянное оружие Майка.
- Венди Олдбэг (англ. Wendy Oldbag) — здесь она работает Розовым Барсуком, «женой» Синего Барсука. Она считала, что являлась свидетелем убийства Колина Девори.
- Лорен Попс (англ. Lauren Paups) — свидетельница похищения. Возлюбленная Лэнса Амано, дочь Колина Девори. Помогала им обоим в организации фальшивого похищения. Очень самокритичная и легковнушаемая девушка. Носит костюм горничной.
- Эма Скай (англ. Ema Skye) — возвращается как помощник Эджворта. Её научные навыки и оборудование помогают понять, что произошло на самом деле в сцене, которую якобы видела Венди Олдбэг.

#### Воспоминания о повороте
- Мэнни Коучен (англ. Manny Coachen) — обвиняемый на суде по делу KG-8 и секретарь посольства республики Бабаль в США. Связан с контрабандой. Был убит Кверкусом Альбой на нейтральной территории посольства.
- Бирн Фарадей (англ. Byrne Faraday)— прокурор, обвинявший Мака Релла, но отстранённый из-за обвинений подсудимого в том, что он Ятагарасу. После перерыва он был обнаружен мёртвым в вестибюле защиты вместе с Мак Реллом. Отец Кей Фарадей. Дал ей блокнот, в котором она записала обещания для отца.
- Дид Манн (англ. Deid Mann) — жертва во «втором KG-8», сотрудник посольства государства Кохдопии в США. Его имя во всех языках является игрой слов на «dead man» (англ. мертвец), отсылая на его роль в игре, что стало своеобразным мемом в сообществе игры.
- Мак Релл (англ. Mack Rell) — обвиняемый в убийстве Дида Манна. Был нанят Калистой Ю для убийства Дида Манна. Во время суда он, по совету Калисто, обвинил Бирна в том, что он Ятагарасу. Во время перерыва Калисто убила его и Бирна.
- Манфред фон Карма (англ. Manfred von Karma) — появляется в начале дела и поручает Франциске и Эджворту расследовать дело, после чего уходит.
- Сиси Ю (англ. Cece Yew) — жертва в деле KG-8, работница Амано Групп. Была убита Мэнни Коученом.
- Калисто Ю (англ. Calisto Yew) — адвокат Мака Релла. «Сестра» Сиси Ю. На самом деле она член международной контрабандисткой сети, которая пыталась отвести подозрения от их главного члена. Наряду с Бирном и Тиреллом она была одной из «ног» Ятагарасу, играя роль адвоката. После раскрытия как убийцы она выстрелила в Эджворта и сбежала из зала суда.

#### Пылающий поворот
- Кверкус Альба (англ. Quercus Alba) — посол королевства Аллебаст. Свидетель убийств в посольствах обоих стран. С виду очень немощный старик, напоминающий высохшее дерево, но этот фасад ломается, когда Эджворт раскрывает Альбу как главу контрабандисткой сети. Альба предстаёт невероятно грозным, упёртым и громким врагом, который постоянно даёт противоречивые показания и пытается уйти от правосудия, пользуясь своим положением. После раскрытия он не сломался, а продолжил давать показания, заявляя, что его не могут арестовать из-за спорных территорий посольства. Но Эджворт разрушил его коварные планы, доказав, что он убил Коучена на нейтральной территории — в театре, тем самым это дало право арестовать Альбу. Тогда старик по-настоящему сломался и стал ещё более немощным, чем раньше.
- Ларри Батц (англ. Larry Butz) — здесь он устроился работать Стальным самураем, выступая в посольстве на нейтральной территории. Обвинялся в убийстве, пока Эджворт не доказал его невиновность.
- Миссайл (англ. Missile) — полицейский пёс, несущий службу вместе с Диком Гамшу.
- Ноу Каши (англ. Ka-Shi Nou) — жертва в двойном убийстве в посольстве. Вор, называвший себя Маской☆ДеМаском II. Был нанят Мэнни Коученом для кражи статуи, но в итоге он был убит Кверкусом Альбой.
- Колиас Палэно (англ. Colias Palaeno) — посол Бабаля, желающий объединить Бабаль и Аллебаст обратно в Кохдопию. Очень льстивый, честный и полный энтузиазма человек. Его дружелюбие и желание помочь Эджворту оказываются полностью искренними — он один из немногих свидетелей, что активно помогали протагонисту и были с ним честны. В конце концов его желание объединить страны сбывается, и Колиас становится послом новой страны.

### Главные герои
- Эдди Фендер (англ. Eddie Fender) — адвокат, бывший протеже Грегори Эджворта, унаследовавший его агентство после его смерти. Всегда носит шляпу Грегори, одет в коричневую рубашку, белые брюки и синий галстук. Очень саркастичен, непринуждён и игрив, любит предлагать объятия встречным женщинам (на что почти всегда встречает отказ). Поначалу враждебно относился к Эджворту, считая его предателем и копием фон Кармы, но, став свидетелем его приверженности к справедливости, поменял о нём мнение.
- Юстас Уиннер (англ. Eustace Winner) — молодой прокурор, сын Эксельсиуса Уиннера. Очень гордится своей профессией и хвастается «обширными» знаниями, в то время как на деле он довольно некомпетентный, наивный и плаксивый подросток. Страстно желает быть во всём первым. Часто машет и указывает своей любимой дирижёрской палочкой. Как правило, его аргументы против оппонентов полны дыр и противоречий, а его выводы иногда и вовсе до смешного абсурдны. Гордое поведение Уиннера-младшего часто вызывает раздражение к окружающих. Его сопровождает Верити Гавелль, которая помогает ему и корректирует его неверные заявления. Мать Юстаса «пропала», когда он был ещё ребёнком, отец же не относился к нему с должным вниманием и часто унижал его. В конце четвёртого дела Эксельсиус раскрывает, что он просто платил учителям, чтобы они ставили Юстасу хорошие оценки, а это значит, что он не является настоящим прокурором. В слезах Юстас убежал и вскоре был похищен людьми Эксельсиуса, которые перепутали его с другим человеком. Спасённый Эджвортом, он решает встать на верный путь, добывает важную улику и помогает победить своего отца-тирана.
- Верити Гавелль (англ. Verity Gavèlle) — судья, член Комитета по совершенству прокуроров. Она приёмная мать Шона Фенна, который является сыном её умершей кузины. Ей было поручено следить за деятельностью прокуроров, чтобы выявлять тех, кто не пригоден для этой работы. Гавелль помогает Юстасу во время расследований и обычно именно она представляет реальную оппозицию для протагониста. Она статная женщина в чёрной судейской мантии и с роскошного вида белой накидкой на плечах. Носит длинный судейский молоток, который она может втягивать и растягивать. Верити очень почтенна, вежлива и сдержанна, но при этом грозна и наделена сильным чувством справедливости. Её почти религиозная приверженность закону проявляется в её «молитвах» к богине правосудия. Гавелль считала, что для судьи проявлять эмоции — это слабость, однако Эджворт смог переубедить её в этом, сказав, что эмоции присущи всем людям и совершенно естественны.

### Эпизодические герои

#### Поворотный курок
- Ван Дицзюнь (англ. Di-Jun Wang) — президент республики Чжэн Фа, прилетевший в США поблагодарить тех, кто помог расправиться с контрабандисткой сетью Кверкуса Альбы. Во время выступления на него было совершено фальшивое покушение. Предстаёт мускулистым, напоминающим льва громилой. Ролью в сюжете напоминает шахматную фигуру короля (хотя «королём» также может быть Эксельсиус Уиннер). Несмотря на внешнюю браваду, он крайне труслив: после покушения, едва забравшись в самолёт, президент забился под стол и закрыл уши руками, трясясь от страха. Такое поведение резко контрастировало с тем, как президента описывали знавшие его люди, что вызвало подозрение и у Майлза Эджворта, и у Шелли де Киллера. Позднее оказывается, что настоящий президент был убит много лет назад, а его место занял его двойник, не желавший более рисковать жизнью и находиться в тени своего нанимателя. Сам двойник был убит через несколько дней после фиктивного покушения, будучи раздавлен насмерть корзиной воздушного шара Симеона Сэйнта. Настоящий президент после смерти от рук киллера был похоронен в клумбе приюта Фифи Лагард.
- Бастиан Рук (англ. Bastian Rook) — жертва дела, телохранитель президента. Внешностью и именем напоминает шахматную фигуру ладью. Он был убит Бронко Найтом, страшно завидовавшем Бастиану. Был очень опытным телохранителем: сумел повредить руку Шелли де Киллера, который после этого проникся к Руку уважением.
- Бронко Найт (англ. Bronco Knight) — телохранитель президента. Хвастливый и нахальный человек, именем и внешностью напоминает шахматную фигуру коня. Носит шейный корсет после нападения Шелли де Киллера. Любит играться со своим револьвером. Вместе с президентом, втайне ото всех, придумал план по фальшивому покушению на президента во время речи. После «спасения» Ван Дицзюня Найт убил Бастиана и планировал обвинить в этом журналистку Табби Ллойд. Эджворт опровергнул все доводы Найта и обвинил его в убийстве Рука, в ответ на что Бронко начал кидать в воздух различные предметы, которые потом стали поочерёдно падать ему на голову, пока он не потерял сознание. После этого Найт был арестован. Но на этом его история в сюжете, в отличие от большинства убийц, не заканчивается. Отправленный в СИЗО, Найт оказывается убит, и Эджворту приходится расследовать его смерть.
- Табби Ллойд (англ. Tabby Lloyd) — журналистка, протеже Лотты Харт. Как и её наставница, говорит с южным акцентом, и в целом очень похожа на неё. Любит брать интервью у встречных людей. Носит на спине большой походный рюкзак. Принимала участие в фиктивном покушении, но после него оказалась под подозрением сначала как наёмный киллер, а затем и как убийца Бастиана Рука.
- Шелли де Киллер (англ. Shelly de KIller) — возвращается как «продавец мороженого» по имени Джон Доу. Был нанят для убийства президента. Незадолго до покушения он пытался убить президента, замаскировавшись под одного из его телохранителей, но был разоблачён и ранен Бастианом Руком. В связи с травмой ходит с перевязанной рукой. Он заинтересован в раскрытии убийства Рука. В ходе расследования он сбежал, оставив на месте преступления свою фирменную карточку, несмотря на то, что он никого не убил. Причина этого раскрывается позднее: Шелли понял, что президент был фальшивым, и его клиент, Симеон Сент, об этом знал. Считая это предательством, де Киллер решил добраться до него, чтобы убить. В конце игры он настиг Симеона, но был остановлен Бодхидхармой Канисом, давним «коллегой-киллером» Шелли. Уважая желание Каниса сохранить юноше жизнь, де Киллер отступил.
- Уинстон Пейн (англ. Winston Payne) — вновь «принимает участие» в расследовании, но на этот раз он действительно важен для сюжета — Эджворту нужно поговорить с ним о лазерной указке, которой некий человек посветил в его спину незадолго перед покушением.

#### Пленный поворот
- Фифи Лагард (англ. Fifi Laguarde) — директор и надзиратель тюрьмы, в которой был убит Бронко Найт. Приветливая, приятная женщина в пушистой шубе. На шее носит живую белую лису, которая копирует эмоции хозяйки. Ролью в сюжете напоминает шахматную фигуру ферзя. Очень боялась Каниса, который угрожал причинить вред семье Фифи через своих «псов». Подумав, что Найт является его «псом», Лагард убила его ударом долото в шею. От обвинений Эджворта её шуба встаёт дыбом и оказывается, что шуба была кучей коричневых лисиц, вцепившихся друг в друга; когда они прыгают с тела Фифи, та, дрожа от страха и холода, обхватывает себя руками, одетая в форму заключённого. Позднее узнаётся, что Лагард в прошлом была заведующей приютом, в котором росли Симеон Сент и Бронко Найт. За деньги она помогла Эксельсиусу Уиннеру и двойнику Ван Дицзюня в организации фальшивого похищения с целью убить и заменить настоящего президента на двойника.
- Симеон Сэйнт (англ. Simeon Saint) — работник Большого цирка Берри, очень застенчивый и с виду безобидный молодой человек. Работает дрессировщиком животных. Он обвинялся в убийстве Бронко Найта. В конце игре совершенно неожиданно оказывается вдохновителем почти всех дел в этой игре — он нанял де Киллера убить президента; скрытно передал Лагард долото Каниса, чтобы та от страха убила Найта; организовал встречу Рози Рингер и Эксельсиуса Уиннера; раздавил двойника Ван Дицзюня корзиной воздушного шара; похитил Кей Фарадей и Шона Фенна, чтобы шантажировать судью Гавелль. Он был сыном кондитера Кармело Густо, который бросил его на произвол судьбы после инцидента IS-7. Его, запертого в машине и замерзающего, спас наёмный убийца Бодхидхарма Канис и отдал в приют. Позднее Симеон стал свидетелем «похищения» президента и поняв, что жизнь человека, который однажды его спас, находится в опасности, поджёг приют и предупредил Каниса о плане похитителей. После жестоких допросов со стороны Лагард мальчик бежал из приюта. Обозлённый на весь мир, Симеон решил отомстить всем, кто разрушил его жизнь. Он жестокий, маниакальный манипулятор, не гнушающийся подставить ребёнка в убийстве. Когда раскрылось, что именно он убил двойника президента, все животные Симеона обернулись против него и избили. После этого Симеона попытался убить де Киллер, но его остановил появившийся Канис и попросил сохранить ему жизнь. Шелли согласился, и Симеон отправился в тюрьму с Канисом.
- Рокко Карчерато (англ. Rocco Carcerato) — заключённый в тюрьме, боксёр. Пытался сбежать из тюрьмы с помощью подкопа, но его планам помешал его питомец, белый медвежонок Тедди (англ. Teddy). Выкопанным Карчерато туннелем позднее воспользовалась Фифи, чтобы скрыть тело Бронко Найта.
- Фрэнк Соуит (англ. Frank Sahwit) — возвращается как заключённый в тюрьме. Работает грумером животных. Его отслеживающий браслет сломался, но вместо того, чтобы его починить, Фрэнк начал пользоваться этим, чтобы свободно ходить по территории тюрьмы. Фрэнком в свою очередь воспользовалась Фифи, чтобы с его помощью тайно доставлять для Каниса запрошенные им вещи. Он был свидетелем убийства Найта.
- Бодхимхарма Канис (англ. Bodhidharma Kanis) — заключённый в тюрьме, бывший наёмный убийца. Лыс, всегда носит с собой чётки. Полностью слепой, поэтому пользуется собакой-поводырём по кличке Хельмут (англ. Helmut). Считалось, что звон его колокольчиков — это последнее, что слышат жертвы перед смертью. Внешностью напоминает шахматную фигуру слона. Обвинялся в убийстве Найта (вернее, обвинялась его собака), но Эджворт доказал, что вина Каниса была скорее в его запугивании Фифи, что довело её до убийства. Много лет назад Бодхидхарма спас из запертой машины двух мерзнувших мальчиков, Бронко Найта и Симеона Сэйнта. Был нанят двойником Ван Дицзюня для убийства президента, что он успешно сделал. Но Бодхидхарма не знал, что заговорщики также планировали избавиться и от самого наёмного убийцы, дабы не оставлять свидетелей. Подслушавший их разговор маленький Симеон Сент вовремя предупредил Бодхидхарму, и убийца успел спастись. В настоящем времени, узнав о Симеоне, он бежал из тюрьмы, зная, что его давний коллега-убийца Шелли де Киллер попытается убить юношу. В последующей возникшей конфронтации де Киллер пощадил Симеона, и Канис вместе со своим протеже вернулся в тюрьму.
- Регина Берри (англ. Regina Berry) — возвращается как циркачка, устроившая развлекательное шоу с животными для заключённых тюрьмы. Она является начальницей Симеона.

#### Унаследованный поворот
- Самсон Тангароа (англ. Samson Tangaroa) — подзащитный в деле IS-7, известнейший кондитер и приёмный отец Джуди Баунд. Именно он был подзащитным в последнем деле Грегори Эджворта. Большой сластёна и любитель пения. Обвинялся в убийстве Пола Алика. От ужасного допроса со стороны Иэн Сайдмена и Манфреда фон Кармы его пышные волосы поседели всего за день. Фон Карма предложил Тангароа сделку: или он признаётся в соучастии в убийстве Пола Алика, или Джуди Баунд станет подозреваемой. Самсон выбрал первое и попал в тюрьму, где продолжил готовить сладости. Лишь спустя восемнадцать лет правда была раскрыта, и Тангароа признали невиновным.
- Джуди Баунд (англ. Judy Bound) — приёмная дочь Самсона Тангароа. Так же, как и он, она обожает петь и готовить сладости. Она была той, кто нашла тело Пола Алика и позвонила в полицию. После ареста Тангароа его родственники выгнали Джуди из его поместья, и следующие восемнадцать лет она работала актрисой, желая заработать денег и выкупить особняк. В настоящем времени ей это удаётся, и она организовывает выставку ледяных скульптур «Зодиак». В тайне ото всех Джуди добавила в одну из статуй ядовитый газ, который убьёт того, кто попытается растопить скульптуру: она сделала это, чтобы вычислить убийцу Пола Алика. Эджворт разоблачил её действия, и Баунд призналась в содеянном. Затем Фендер предложил ей себя в качестве адвоката, на что Джуди со слезами на глазах согласилась. Самсон сказал арестованной дочери, что будет ждать её, так же, как и она ждала его все эти годы.
- Делишия Скон (англ. Delicia Scone) — кондитер из Англии, участник конкурса кондитеров Самсона Тангароа. На самом деле она никакой не кондитер, а фармацевт, которая должна была получить «Рецепт ангела» — книгу невыпущенных рецептов лекарств, которой владел Тангароа. Её обжорство в отношении сладостей привело к тому, что одно из творений для конкурса сломалось и показало внутри себя труп Пола Алика. В настоящем времени Джуди Баунд наняла её работать в своём особняке. Во время расследования она рассказала главным героям о событиях прошлых лет, будучи бывшим участником конкурса. Примечательно, что Делишия совершенно не изменилась за восемнадцать лет между событиями IS-7 и настоящим временем.
- Кармело Густо (англ. Carmelo Gusto) — кондитер, отец Симеона Сэйнта. Страдал тяжёлой формой отсутствия вкуса, поэтому заставлял сына пробовать десерты. Будучи хорошим кондитером, он плохо разбирался в дизайне, что вынудило его объединиться с Полом Аликом, у которого была противоположная проблема. Во время конкурса его сын не появился, а Пол внезапно отказался ему помогать, и Кармело был в отчаянии: без их помощи он не мог выиграть конкурс и получить книгу Тангароа, благодаря которой надеялся вылечить свой недуг. Густо решил тайком пробраться и сфотографировать её, но за этим делом его застал Пол. Начался конфликт, в ходе которого Кармело убил Пола ударом соляной лампы по голове. Кармело спрятал тело в шоколадный сундук Тангароа, а орудие убийства — в сладкий замок Делишии. Однако Джуди нашла тело раньше, чем планировал Кармело, и тогда он спрятал труп в одну из ледяных скульптур. После этого Кармело уехал в Чжэн Фа, бросив своего сына. Там он вылечил свою болезнь и научился красивому дизайну, в итоге осуществив свою мечту стать великим кондитером. Однако выставка «Зодиак», организованная Джуди Баунд, вынудила Густо вернуться и попытаться вытащить тело из скульптуры из-за страха, что его кто-то найдёт. Токсин, оставленный Джуди, отравил кондитера, и он едва не погиб. Эджворт, в ходе расследования отравления, а позже и IS-7, раскрыл всю правду о смерти Пола, однако арестовать Густо сперва не получилось, так как злой кондитер заявил, что срок давности по делу на днях прошёл. Эджворт, тем не менее, опроверг это, указав, что его поездка в Чжэн Фа отстрочила срок, и тогда Кармело в ярости слепил из теста фигуру самого себя и разрубил её, продемонстрировав её пустую внутренность.
- Пол Алик (англ. Paul Halique) — французский скульптур, известный под псевдонимом Арти Фрост (англ. Artie Frost). Отец Бронко Найта. Не будучи кондитером, он принял участие в конкурсе Тангароа, надеясь заполучить его книгу и заработать деньги на её продаже. Он объединил усилия с Кармело, у которого были проблемы с дизайном, но в ходе конкурса Пол предал партнёра — он приказал своему сыну связать в машине сына Густо, чтобы тот не смог ему помочь, и отказался сотрудничать с Кармело. Пол разоблачил Густо, когда тот фотографировал книгу с лекарствами, и начал шантажировать его, что привело к драке и последующей смерти в ней Пола. Кармело спрятал тело сначала в работе Тангароа, а затем в ледяных скульптурах самого Пола. Там он, незамеченный, пробыл целых восемнадцать лет, пока Джуди Баунд не вытащила скульптуры из подвала и не организовала выставку, во время которой статую с телом Пола попытался взломать Густо. Лишь тогда Джуди вытащила труп Алика и бросила его в фонтан, где он и был наконец обнаружен.
- Ларри Батц (англ. Larry Butz) — возвращается в амплуа «Лориса Дуонима». Он был свидетелем отравления Густо и некоторое время был подозреваемым. За время дела Ларри написал несколько рисунков, которые позже оказались очень важны для расследования.
- Грегори Эджворт (англ. Gregory Edgeworth) — опытный адвокат, отец Майлза Эджворта. Глава адвокатского агентства Эджворта и наставник Эдди Фендера. Умный, честный человек, хороший отец, любитель чая, как и его сын. Взяв дело Тангароа, он занялся расследованием вместе со своим помощником. К сожалению, ему не удалось оправдать Самсона, но он смог доказать суду, что фон Карма подделал признание подсудимого. За это Манфред получил первый и единственный штраф, что повлекло за собой ненависть прокурора к Грегори и последующее убийство сразу после суда.
- Манфред фон Карма (англ. Manfred von Karma) — появляется во флэшбеках, повествующих о расследовании Грегори Эджворта. Он был твёрдо намерен обвинить Тангароа в убийстве, ради этого он даже подделал протокол вскрытия, хотя у полиции на руках не было тела жертвы. Во время допроса над Тангароа он предложил ему сделку, в результате которой Самсон признался в соучастии. Во время суда над Тангароа Грегори обвинил фон Карму в фальсификации признания подсудимого. Хотя Грегори и не удалось выиграть дело, за поддельное признание Манфред получил от Эксельсиуса Уиннера свой единственный в жизни штраф, что взбесило помешанного на перфекционизме прокурора. В дальнейшем эти события повлекли за собой инцидент DL-6.
- Иэн Сайдмен (англ. Ian Sideman) — детектив, ответственный за первоначальное расследование IS-7. Позднее его заменил Тирелл Бэдд. Вместе с Манфредом он надавил на Тангароа, заставив его признаться в соучастии. Аудиозапись, раскрывающая это, была снята Бэддом и передана Грегори Эджворту, который таким образом доказал фальсификацию признания подсудимого. Фон Карма получил наказание, а Сайдмен, взявший всю вину на себя, был уволен.
- Тирелл Бэдд (англ. Tyrell Badd) — появляется во флэшбеках, повествующих о расследовании Грегори Эджворта. Заменил в расследовании Иэна Сайдмена. Здесь он моложе и не имеет дырок от пуль в плаще. Ввиду любви к сладкому с удовольствием расследовал выставку Тангароа. Помог Грегори в его деле, записав вынужденное признание Самсона на диктофон.

#### Отвергнутый поворот
- Эксельсиус Уиннер (англ. Excelsius Winner) — председатель Комитета по совершенству прокуроров. Отец Юстаса. Внешностью напоминает нечто среднее между байкером и лётчиком. Часто пускает крокодиловы слёзы по любому поводу и дёргает себя за густую бороду. Любит играться с зажигалкой. Ролью в сюжете напоминает шахматную фигуру короля (хотя «королём» также может быть двойник Ван Дицзюня). Крайне опасный человек, который часто заставлял пропадать людей (в число которых, возможно, входит и его собственная жена). Постоянно унижал Юстаса, принижая его заслуги и оскорбляя его. Много лет назад по неизвестным причинам помог двойнику Ван Дицзюня и Фифи Лагард в организации фальшивого похищения. Он проводил тайные аукционы по продаже улик в здании К.С.П., для чего надевал на себя и посетителей маски со встроенным вокодером. В ходе одного из таких аукционов, когда они остались одни, на него напала Рози Рингер, что закончилось для неё смертью, так как Эксельсиус уже знал о нападении. Он воспользовался помощью Флоренс Нидлер, которая надела одежду убитой Рингер и заняла её место на аукционе. Затем он попытался обвинить в убийстве Кей Фарадей, случайно упавшей в комнату, где произошло убийство, и потерявшей память. Однако Эджворт не позволил сбыться планам жестокого председателя, и разоблачил его, в чём ему помогла Верити Гавелль. Его раскрыли из-за ожога на подбородке, который упоминался в записи нападения. Шокированный Эксельсиус случайно поджёг свою фальшивую бороду, и та сгорела, открыв всем присутствующим тот самый ожог. Но настоящий срыв Эксельсиуса произошёл, когда во время суда над ним его сын Юстас, которого он ранее прогнал, вернулся с ключевой уликой. Поняв, что он был побеждён собственным сыном, Эксельсиус закричал, а его зажигалка испустила вверх огромный столп огня.
- Рози Рингер (англ. Rosie Ringer) — адвокат, член Комитета по совершенству прокуроров, жертва дела. Она была подругой Верити Гавелль и девушкой покойного Альфа Альдауна. Симеон Сент написал ей письмо, в котором сказал, что она может свершить свою месть за смерть Альфа над Эксельсиусом Уиннером. Она попала на аукцион, победила и, оставшись наедине с председателем, попыталась напасть на него. Эксельсиус смертельно ранил её ударом молотка по голове, после чего её место заняла Флоренс Нидлер. Пока все были внизу, Рози пришла в себя и попыталась сбежать на крышу, но позже всё-таки умерла. Её тело нашла Кей Фарадей, которая от шока случайно упала вниз. Там её нашли Эксельсиус и Нидлер. Эксельсиус переодел тело Рингер в форму аукциониста, ответственного за тайные аукционы. Он планировал и обвинить покойную женщину в организации аукционов, и обвинить Кей Фарадей в её убийстве. Однако Эджворт нашёл ряд несостыковок в показаниях Эксельсиуса и Флоренс, и разоблачил их обоих.
- Флоренс Нидлер (англ. Florence Niedler) — медсестра, нашедшая и приведшая к Эджворт Кей, потерявшую память. Помешана на инъекциях. Она внучка Хильды Херц. Помогала Уиннеру в его преступлении.
- Хильда Херц (англ. Hilda Hertz) — коронёр, ведущая первичное обследование тела Рози Рингер. Всегда ходит со своей внучкой, через которую общается. Эджворт раскрывает, что она подделала протокол вскрытия Рингер, скрыв истинную причину смерти, и Хертц во всём признаётся. Она была той, кто подделала протокол вскрытия Пола Алика, несмотря на то, что тело жертвы пропало. Именно этим её и Флоренс шантажировал Уиннер, чтобы те ему помогали.
- Лотта Харт (англ. Lotta Hart) — возвращается как фотограф и наставник Табби Ллойд. Она выследила место тайных аукционов и тайно следила за происходящим. Она сумела запечатлеть на камеру момент, когда полуживая Рози бредёт к лестнице на крышу.

#### Поворот на века
- Шон Фенн (англ. Shaun Fenn) — актёр, приёмный сын Верити Гавелль. Довольно груб и не любит, когда его называют «маленьким». Играет главную роль в фильме про Таурузавра. Пьёт много молока. Он является тайным сыном президента Ван Дизцюня и двоюродной сестры Верити Гавелль по имени Амели Фенн. После рождения Шона Амели записала сообщение для Вана, и тот приехал в приют, где она работала. Там его встретил Бодхимхарма Канис. Президент спокойно попросил дать ему напоследок увидеть сына, но Бодхидхарма отказался и убил Вана. Этот момент запечатлёл на рисунке малолетний Симеон Сэйнт. Через несколько лет Амели умерла, и ребёнка взяла к себе Верити, которая вырастила его. В настоящем времени Шон сначала обвинялся в убийстве президента, а позже был похищен Симеоном Сэйнтом, чтобы шантажировать Гавелль. После спасения ему выпал шанс расквитаться с убийцей отца, но он не стал мстить, зная на примере Сэйнта к чему может привести месть.
- Лан Далун (англ. Da-Long Lang) — покойный отец Лан Шилуна. Он был доверенным детективом и близким другом Ван Дизцюня, и после его похищения расследовал этот инцидент, известный как SS-5. Он пытался обвинить в похищении Фифи Лагард, но из-за влияния Эксельсиуса Уиннера ему не удалось её арестовать. В ходе расследования он допросил нескольких детей, в том числе Симеона Сэйнта, который дал ему упомянутый рисунок. По нему Лан Далун наконец понял, что его друг и президент мёртв, но никому ничего не сказал, решив унести тайну с собой в могилу ради благополучия страны.
- Альф Альдаун (англ. Alf Aldown) — журналист-фрилансер, парень Рози Рингер. Он был свидетелем «похищения» президента. Он записал аудиосообщение для Рози, но прямо во время этого его убил двойник Ван Дизцюня ударом кирпича по голове.
- Уилл Пауэрс (англ. Will Powers) — актёр, играющий роль Таурузавра в одноимённом фильме. Он оказал помощь в расследовании Майлза Эджворта. Именно в костюме Пауэрса от пришедшего Шона Фенна прятался Эксельсиус Уиннер, который пытался раскопать место, где был похоронен настоящий президент Чжэн Фа.
- Пенни Николс (англ. Penny Nichols) — ассистентка, помогающая в съёмках фильма «Таурузавр».

## Персонажи дилогииThe Great Ace Attorney: Chronicles

### Главные герои
- Рюноскэ Наруходо (англ. Ryunosuke Naruhodo) — молодой адвокат из Японии, предок Феникса Райта. Внешне был очень похож на своего потомка, но отличался более реалистичной причёской и университетской формой, включающей в себя тёмного цвета пиджак, брюки и белую рубашку. После «смерти» Кадзумы он носил на поясе его катану, Каруму. Учился в университете Юмэй вместе с Кадзумой Асоги. Поначалу очень неуверенный в себе, нервный и немного трусливый молодой человек, который во всем оглядывался на своего друга Кадзуму. Со временем он поменялся и стал очень способным адвокатом с большим чувством справедливости. Рюноскэ был предан своему делу и готов на все ради правды.
- Сусато Микотоба (англ. Susato Mikotoba) — молодой юридический ассистент из Японии, дочь Юдзина Микотобы. Очень уважала своего приёмного брата Кадзуму. Представляла собой образ идеальной японской женщины — ямато-надэсико. Одевалась в розовое кимоно и бордовую хакаму. Была скромна, начитанна и добра, но при этом способна за себя постоять, знала боевые искусства. Помогала Рюноскэ в его делах. Во второй игре предстала протагонистом в первом деле в образе Рютаро Наруходо.
- Кадзума Асоги (англ. Kazuma Asogi) — молодой адвокат из Японии, лучший друг Рюноскэ. На голове носил красную повязку, которая постоянно развевалась на ветру (даже в помещениях, где ветра нет). Приёмный брат Сусато. Обладал сильной решительностью, остр на язык, мудр и справедлив. Отправился на корабле в Англию вместе с Рюноскэ, чтобы стать там адвокатом, но по пути он оказался «убит» одной из пассажирок. Тем не менее, он выжил, потеряв память, и позже оказался в Лондоне, где стал помощником Барока ван Зикса под псевдонимом «Ученик в маске». Восстановив память, он решил стать прокурором, чтобы таким образом вершить правосудие.
- Херлок Шолмс (англ. Herlock Sholmes) — легендарный сыщик из Англии, известный своими невероятными расследованиями дел. Жил на Бейкер-стрит, 221Б со своей приёмной дочерью Айрис Уилсон. На корабле «Буря» он расследовал смерть Асоги, а по приезде в Англию позволил Рюноскэ и Сусато жить в его в квартире. Крайне эксцентричен, весьма своеобразно вёл расследования (например, мог прямо во время осмотра улик повиснуть на люстре или начать читать книгу на груде таких же книг). Часто на основе дедуктивного метода делал вывод о произошедшем на месте преступления, но обычно эти выводы были абсурдны и не несли в себе никакого смысла. Рюноскэ и Сусато корректировали выводы легендарного детектива (что представляет собой новую механику под названием Танец дедукции). В конце всей истории оказалось, что Шолмс на самом деле компетентный детектив и просто притворялся невеждой, чтобы проверить Рюноскэ. Является одновременно пародией и внутриигровой версией Шерлока Холмса.
- Айрис Уилсон (англ. Iris Wilson) — ассистент и приёмная дочь Херлока Шолмса. Маленькая 10-летняя девочка с розовыми волосами. Вундеркинд, написавшая романы о приключениях Херлока Шолмса под псевдонимом «Джон Х. Уилсон». Очень гостеприимна, любила угощать всех своим фирменным чаем. Является внутриигровой версией доктора Джона Ватсона.
- Юдзин Микотоба (англ. Yujin Mikotoba) — преподаватель в университете Юмэй, отец Сусато и приёмный отец Кадзумы. Спокойный и прогрессивный для своего времени человек. Был помощником Херлока Шолмса. По своей роли, как и Айрис, является внутриигровой версией доктора Джона Ватсона.
- Тобиас Грегсон (англ. Tobias Gregson) — инспектор Скотленд-Ярда. Всегда ходил с пачкой рыбы с картошкой фри, которую ел время от времени. Усат, носил на голове зелёную шляпу-котелок. В целом весьма компетентный детектив, хотя немного нетерпелив. Позднее взял Джину Лестрейд под своё крыло. В четвёртом деле второй игры оказался убит. Является внутриигровой версией одноимённого персонажа из рассказов о Шерлоке Холмсе.
- Джина Лестрейд (англ. Gina Lestrade) — воровка с улиц Лондона. Молодая светловолосая девушка в зелёной одежде. После пятого дела первой игры стала детективом под началом Тобиаса Грегсона. Имела собачку по имени Тоби, обладавшей удивительным нюхом. Основана на одноимённом персонажем из рассказов о Шерлоке Холмсе (хотя имеет с ним мало общего, кроме имени).
- Барок ван Зикс (англ. Barok van Zieks) — прокурор, известный под прозвищем «Жнец Олд-Бейли». Прозвище он получил за то, что все его подсудимые после суда так или иначе умирали, даже будучи оправданными. Мрачный Барок носил плащ, внешним видом напоминал вампира. Поначалу очень враждебно и предубеждённо относился к японцам и в частности к Рюноскэ, однако позже наладил с ним отношения и признал его способности.
- Сатору Хосонага (англ. Satoru Hosonaga) — детектив из Японии. Постоянно кашлял из-за аллергии на гречку. Примечателен маскировками разной степени нелепости: сначала предстал в образе официанта, потом как матрос на корабле, а затем оделся в странный купальный костюм с резиновой игрушкой на голове. Ему было поручено охранять Кадзуму Асоги, а потом и Джезель Бретт, однако он не справился ни с тем, ни другим.
- Сосэки Нацумэ (англ. Soseki Natsume) — писатель из Японии, реально существовавший человек. Представал как подзащитный в четвёртом деле первой игры и втором деле второй игры, а затем и как свидетель. Студент, обучающийся в Англии. Крайне параноидален, неровен и несколько истеричен из-за непривычной обстановки и враждебности окружающих к нему. Имел кошку по имени Вагахай, которую позже взяли к себе главные герои.
- Маэль Стронгхарт (англ. Mael Stronghart) — верховный судья Лондона. Был слегка помешан на времени и часто сверялся со своими часами. Нетерпелив, строг и немногословен (хотя и может чрезмерно разговориться, если его спровоцировать на это). Во время пребывания Рюноскэ и Сусато в Лондоне он давал им задания и координировал их действия. Позднее раскрывается, что он стоял за убийствами, что совершал серийный убийца по прозвищу «Профессор». Шантажируя убийцу, Стронгхарт избавился от предыдущего верховного судьи и занял его место, а после смерти настоящего «Профессора» он подставил отца Кадзумы, Гэнсина Асоги, и обвинил его в преступлениях, вероломно предав и убив. Затем он дискредитировал Барока, наняв убийцу по имени Аса Шинн и с её помощью убивая всех его подсудимых. Маэль искренне считал, что таким образом «очищает» улицы Лондона от преступников. Стронгхарта смогли победить лишь с помощью самой королевы Великобритании Виктории, ставшей свидетелем его признания, когда Стронгхарт заседал в суде. Королева сразу отстранила его от должности и приказала арестовать. Падший судья в бешенстве начал стучать молотком, требуя закрыть дело, после чего упал со стойки судьи и безумно закричал в облаке огня от сломавшихся «весов правосудия» за его спиной.
- Сэйсиро Дзигоку (англ. Seishiro Jigoku) — судья из Японии. Бородат, носил чёрный костюм. Помогал в преступлениях Маэлю Стронгхарту, по его приказу убил Гэнсина Асоги. Позднее на корабле застрелил детектива Грегсона. Очень сильный человек: как минимум дважды он голыми руками сломал стойку свидетеля, когда его преступления были раскрыты.
- Такэцути Аути (англ. Taketsuchi Auchi) — прокурор из Японии, предок Уинстона и Гаспена Пейнов. Внешне выглядел почти идентично своим потомкам; как и они, был высокого о себе мнения, но на деле был весьма посредственным прокурором. Имел дурную привычку лебезить перед иностранцами или более высокими по рангу людьми. В конце первого дела Кадзума Асоги своей катаной разрезал причёску Аути, а во второй игре сам прокурор после поражения от «Рютаро» совершил некое подобие сэппуку, отрезав единственный клочок волос на макушке.

### Эпизодические герои

#### Великое отправление
- Джон Х. Уилсон (англ. John. H. Wilson) — английский преподаватель, жертва дела. Он был убит Джезель Бретт, которая отравила его смертельно опасным ядом кураре. Айрис считала его своим отцом, хотя это было не так. В конце истории про Уилсона узнаётся ужасная правда — много лет назад он помог заговорщикам в их плане по обвинению Гэнсина Асоги в убийствах серийного убийцы Профессора, «найдя» при вскрытии тела Клинта ван Зикса кольцо Асоги. В дальнейшем он подделывал протоколы вскрытия убитых подсудимых после судов Барока. Когда Уилсон уехал в Японию, Стронгхарт посчитал его опасным свидетелем и поручил наёмному убийце Аса Шинн убить профессора. Вопреки ожиданиям, он не имеет ничего общего с доктором Ватсоном, кроме внешности и имени.
- Джезель Бретт (англ. Jezaille Brett) — студентка по обмену из Англии, свидетель дела. Носила красивое платье и шляпу с живым лебедем. Власти Японии активно пытались исключить причастность Бретт к делу, но Рюноскэ всё-таки смог привлечь её в зал суда. В суде вела себя крайне высокомерно, избегала говорить по-японски, хотя знала этот язык. Уничтожила важную улику и активно пользовалась своим положением иностранки. Однако её ложь в суде привела к её разоблачению как убийцы Джона Уилсона: после разоблачения её лебедь взбесился и начал летать по залу, разбрасывая птенцов, пока не взлетел со своей хозяйкой, которая приняла молитвенную позу. Впрочем, суд не стал для неё концом: Джезель так и не арестовали за убийство. Позднее, ожидая отправления в Шанхай, она была убита, а ещё позднее герои узнали, что Джезель Бретт никогда не была студенткой — она была наёмным убийцей по имени Аса Шинн (англ. Asa Shinn). Именно она убивала подсудимых Барока после суда. Маэль Стронгхарт поручил ей убить профессора Уилсона как опасного свидетеля, что стало её последним преступлением в жизни. Её имя является отсылкой на винтовку джезайл, пулей которой был ранен оригинальный доктор Ватсон.
- Иэса Носа (англ. Iyesa Nosa) — сержант японской армии, ужинавший в ресторане, где был убит Джон Уилсон. Иэса был солдатом, помешанном на дисциплине. Чтобы прокормить своего маленького сына, Айдо (англ. Aido), он прибегнул к воровству. Во время обеда он украл у Кюрио Корэкуты его ценную монету и спрятал её под свой стейк. После убийства Уилсона ему и Корэкуте было приказано не упоминать о присутствии Джезель Бретт на месте преступления. Однако действия сержанта Носа — он поменял свой стейк со стейком Бретт, боясь, что монету найдут, — привели к тому, что присутствие женщины было раскрыто.
- Кюрио Корэкута (англ. Kyurio Korekuta) — антиквар, ужинавший в ресторане, где был убит Джон Уилсон. С виду он был немощный старик, говорящий на непонятном для окружающих диалекте и осматривающий различные антикварные ценности прямо во время дачи показаний. Его монету украл Иэса Носа и спрятал под свой стейк, который он позднее поменял со стейком человека, с которым обедал Уилсон. Эти действия позднее привели к раскрытию, что на месте убийства был ещё один человек — Джезель Бретт.

#### Нерушимая пёстрая лента
- Биф Строгенов (англ. Bif Strogenov) — моряк на корабле «Буря». Был крайне грозным, мощным человеком со странными отметинами на лице. Он помог Николине Павлове в сокрытии её случайного «убийства» Асоги. Имел домашнюю змею по кличке Пирожко, которую Херлок Шолмс недолго подозревал в убийстве Кадзумы.
- Николина Павлова (англ. Nikolina Pavlova) — молодая балерина, бежавшая из труппы, где с ней крайне плохо обращались. Матросы помогли ей втайне проникнуть на корабль. Там она замаскировалась под русского мужчину по имени Гримсби Ройлотт. Вечером её кошка по кличке Дарка сбежала из каюты, и Николина пошла её искать, в итоге наткнувшись на Асоги. Она рассказала мужчине о своей ситуации, и тот повернулся, чтобы разбудить спящего в шкафу Рюноскэ. Но девочка подумала, что он хочет вызвать команду корабля, и толкнула его, «насмерть» разбив ему голову и «сломав» шею. С помощью Бифа Строгенова она скрыла свою причастность к этому инциденту, однако Рюноскэ, Сусато и Херлок Шолмс разоблачили сначала её маскировку, а затем и её причастность к «смерти» Асоги. Несчастная девочка, осознав свою вину, расплакалась и искренне попросила прощения.

#### Тайна закрытого омнибуса
- Магнус Макгилдед (англ. Magnus McGilded) — ирландский ростовщик, бизнесмен и филантроп, подзащитный дела. Магнус был весьма низкого роста, носил длинную шляпу-цилиндр. Маэль Стронгхарт поручил Рюноскэ взяться за дело Макгилдеда. В суде настаивал на собственной невиновности и, в отличие от многих подзащитных, активно участвовал в судебных прериях. Несмотря на внешнее дружелюбие и щедрость, в ходе суда Макгилдед раскрылся как весьма расчётливый, жестокий и грубый человек, против которого возникли подозрения даже у его собственного адвоката. Из-за поддельных улик Магнус был объявлен невиновным. Но свободой негодяй наслаждался недолго — после суда он был заперт в омнибусе, где произошло убийство Милвертона, и сожжён заживо внутри него. Спустя несколько месяцев Рюноскэ узнал, что Макгилдед действительно был виновен в убийстве, в котором его обвиняли. Это делает его единственным преступником в серии, получившим невиновный приговор.
- Брюс Фэйрплей (англ. Bruce Fairplay) — банкир, свидетель убийства Мейсона Милвертона. Рациональный, упрямый, но честный и справедливый человек с чёрными усами и бакенбардами. Почти всегда его лицо показывается в профиль, что делает его похожим на портреты людей, изображённым на монетах. Позднее вернулся как член коллегии присяжных в нескольких делах.
- Лей Д. Фёрст (англ. Lay D. Furst) — шляпник, свидетель убийства Мейсона Милвертона. Немного зажатый светловолосый молодой человек, гордящийся своей работой шляпником. Неизвестно, что с ним случилось после суда, но подразумевается, что он был ошибочно арестован за убийство Мейсона Милвертона, когда Макгилдед был объявлен невиновным.
- Беппо (англ. Beppo) — престарелый кучер омнибуса, в котором произошло убийство. Всегда трясся от холода. Себя Беппо описал, как «два кусочка без середины», подразумевая собственную никчёмность и пустоголовость. Его подкупил Макгилдед, чтобы он сдал пальто Магнуса в местный ломбард. После суда он был уволен с должности кучера. Во второй части он вернулся как уличный торговец по кличке Сэндвич.
- Мейсон Милвертон (англ. Mason Milverton) — местный каменщик, жертва дела. Отец Эшли Грейдона. Он помог своему сыну, изготовив для него музыкальные диски, скрывающие в себе зашифрованные правительственные секреты. Был убит Магнусом Макгилдедом ударом ножа в живот.

#### Облачное Кокоро
- Джон Гарридеб (англ. John Garrideb) — худощавый домовладелец в Лондоне, у которого снимал комнату Сосэки Нацумэ. Ветеран войны, передвигался с помощью трости, внешним видом напоминал лунный месяц. На самом деле он был весьма беден, но скрывал это. Позднее вернулся как член коллегии присяжных заседателей.
- Джоан Гарридеб (англ. Joan Garrideb) — полноватая жена Джона, притворяющаяся его горничной, чтобы окружающие думали, что он богат. Очень ревнива, подвергала мужа физическому насилию, внешним видом напоминала солнце. В ходе очередной ссоры с Джоном кинула в него нож, который волей случая вылетел из окна и упал прямо в спину проходящей мимо Олив Грин. В суде она изначально была присяжным заседателем, но после обвинения в нападении её заменил Джон. Когда правда о случившемся вскрылась, Джоан, сказав, что ей очень жаль, упала на руки своему мужу, которой не смог удержать её вес и упал навзничь.
- Роли и Патриция Бит (англ. Roly and Patricia Beate) — патрульный и его жена, свидетели дела. Роли из-за своей напряжённой работы был очень сонный, а Патриция, напротив, полна энергии. В день инцидента Роли и Патриция гуляли по Лондону, готовясь праздновать годовщину свадьбы. Но возле дома Гарридебов они увидели, как мужчина убегает от женщины, упавшей на землю с ножом в спине. Пока Патриция бежала за помощью, Роли переместил тело женщины и улики в другое место, не относящееся к зоне его патруля, чтобы расследование не отвлекло его от времяпровождения с женой. В суде Рюноскэ раскрыл поступок Роли, и тот заплакал, попросив у всех прощения за свои действия.
- Олив Грин (англ. Olive Green) — жертва дела. Она проходила мимо дома Гарридебов и, увидев упавшую из окна книгу, нагнулась за ней. В этот момент в её спину вонзился нож, кинутый Джоан Гарридеб. В отличие от большинства жертв, Олив осталась жива и на момент событий эпизода находилась в больнице.

#### Нерассказанная история
- Нэш и Ринго Скалкины (англ. Nash and Ringo Skulkin) — братья, мелкие бандиты. Нэш высок и напоминал грушу, а Ринго низкого роста и напоминал яблоко; оба брата также похожи на дуэт Марио и Луиджи своими усами и цветовой гаммой. Они были друзьями детства Эшли Грейдона, с которым они даже имели молочный бизнес. Они помогали Грейдону в его ограблении, в ходе него ранили Херлока Шолмса и в дальнейшем попались в руки полиции. В суде они давали показания, стремясь обвинить Джину Лестрейд в убийстве Виндибанка.
- Поп Виндибанк (англ. Pop Windibank) — владелец ломбарда, чьими услугами пользовался Херлок Шолмс, жертва дела. В целом, был весьма адекватным человеком, не считая того, что он иногда хватался за свой револьвер и грозился застрелить себя по всяким пустякам. Очень предан своей клиентам. Он был случайно убит Эшли Грейдоном в ходе ограбления.
- Эшли Грейдон (англ. Ashley Graydon) — специалист по коммуникации на лондонской центральной станции связи. Модно одетый молодой человек со светлыми волосами и голубыми глазами. Сын Мейсона Милвертона. В детстве сильно настрадался от бедности и, став взрослым, отчаянно хотел заработать больше денег. Для этого он заключил сделку с Магнусом Макгилдедом, зашифровав с помощью отца правительственные секреты на музыкальные диски для шкатулок. Однако сам Эшли не пошёл на сделку; вместо него это сделал Мейсон, но во время сделки Магнус убил его. За это Эшли отомстил Макгилдеду, подкупив фальшивых приставов, чтобы те заперли и подожгли ростовщика в омнибусе после его суда. Через несколько месяцев Эшли пришёл в ломбард забрать диск Макгилдеда, представившись как Эггерт Бенедикт (англ. Eggert Benedict), но ему помешали главные герои. Заручившись помощью Нэша и Ринго, Эшли пробрался в ломбард под покровом ночи, надеясь украсть диск. Всё пошло не по плану — Грейдон случайно застрелил Виндибанка и оказался ранен сам; на руках у Эшли был лишь один диск, а второй был конфискован полицией. В суде Эшли и детектив Грегсон заключили сделку: Грегсон рассказал Грейдону важные сведения, дабы у того было алиби, а Грейдон отдал Грегсону диск. Хотя им удалось завершить сделку, Наруходо заметил, что что-то не так, и смог разоблачить их обман и найти диск. Когда он пригрозил включить оба диска прямо в суде, Грегсон сдался и признался в содеянном, а Грейдон в ярости сломал свою трость и начал душить ею детектива. После суда Эшли был арестован и отправлен в тюрьму со своими друзьями-бандитами.

### Присяжные
Присяжные — это важные персонажи, появляющиеся во всех лондонских судах, за исключением последних двух дел второй игры. Коллегия присяжных заседателей состоит из шести случайно выбранных горожан (хотя в игре и есть намёки, что выбор отнюдь не случаен). В каждом эпизоде они, как правило, уникальны, хотя бывают случаи, когда присяжный заседает более чем в одном деле. Они всегда находятся в зале суда и, в отличие от реальных присяжных, участвуют в судебных дебатах и часто комментируют происходящее. В определённые моменты эпизода они голосуют за виновность или невиновность подсудимого. Если все шесть присяжных проголосовали за «виновный» вердикт, то адвокат защиты имеет право на заключительный аргумент (или подведение итогов), в ходе которого присяжные объясняют причину своего выбора. Цель адвоката — убедить как минимум четырёх присяжных изменить свой голос, дабы суд продолжился. В отличие от перекрёстных допросов, игрок не может предоставлять улики; вместо этого он должен найти противоречие в заявлениях двух разных присяжных.

#### Тайна закрытого омнибуса
- Присяжный № 1 — банкир, старшина коллегии присяжных. Полный бородатый мужчина в цилиндре. Весьма серьёзно относился к своим обязанностям. Во второй игре появился в качестве камео в третьем деле — он попытался украсть одну из восковых фигур в музее мадам Тусспелс, за что женщина ударила его искусственной рукой по голове, лишив его сознания.
- Присяжный № 2 — горничная. Молодая девушка в типичном наряде горничной. Она проявляла сравнительно мало эмоций и была больше озабочена чисткой стойки, за которой она сидела, нежели делом.
- Присяжный № 3 — парикмахер. Немного странный высокий мужчина в цилиндре, всегда державший в руке длинный нож. Им он показал, как именно Магнус Макгилдед, по мнению присяжного, ударил жертву. Это не соответствовало тому, как убийство показала присяжный № 6, что привело к противоречию и изменению голосов присяжных.
- Присяжный № 4 — машинистка. Она принесла с собой в суд печатную машинку, на которой записывала все происходящее в суде.
- Присяжный № 5 — мастер лондонской гильдии кучеров, начальник Беппо. Невысокий мужчина в зелёной одежде и с бородкой, напоминающей подкову. Он был недоволен тем, что его подчинённый обманывал своих пассажиров, и после суда уволил Беппо. Появился в качестве камео во второй игре — он сфотографировал Юдзина, Сусато, Рюноскэ и Дзигоку во время их посещения лондонского отеля. Его фотография в дальнейшем стала важной уликой в деле об убийстве Тобиаса Грегсона.
- Присяжный № 6 — пожилая женщина. Вязала для своего внука одежду с помощью спиц. Одной из спиц присяжная показала, как Магнус Макгилдед ударил жертву, что вызвало противоречие с мнением присяжного № 3.

#### Облачное Кокоро
- Присяжный № 1 — банкир, старшина коллегии присяжных. Появлялся в прошлом деле как свидетель Брюс Фэйрплей.
- Присяжный № 2 — молодая женщина. Была немного наивной и часто не могла поверить в весьма очевидные вещи. Поклонница Херлока Шолмса.
- Присяжный № 3 — молодой мужчина. Дружелюбный и простоватый молодой человек, как и все, подозрительно относился к Сосэки Нацумэ.
- Присяжный № 4 — горничная. Она уже встречалась во время расследования под именем Джоан Гарридеб. В ходе дела выявилась её прямая связь с нападением на жертву, и Джоан сняли с должности присяжного. Её место занял её муж Джон Гарридеб.
- Присяжный № 5 — дорожный рабочий. Был крайне нетерпелив и прямо говорил, что хочет закончить дело побыстрее. Во время обсуждения обмолвился, как однажды его жена бросила в него предмет во время ссоры. Это навело Рюноскэ на предположение, как именно Олив Грин могла оказаться раненой. Предположение оказалось верным: жертва была ранена из-за аналогичной ссоры, в результате которой жена бросила в мужа нож и случайно попала в прохожую.
- Присяжный № 6 — пожилой мужчина. Был весьма туг на ухо и часто не понимал происходящего. В день нападения он прогуливался недалеко от места преступления и поскользнулся. Во время суда Рюноскэ предположил, что Патриция и Роли могли видеть именно присяжного № 6, похожего по одежде и комплекции на Олив Грин. Однако это оказалось неверным, так как старик был в совсем другом месте.

#### Нерассказанная история
- Присяжный № 1 — домовладелец, старшина коллегии присяжных. Появлялся в прошлом деле как Джон Гарридеб.
- Присяжный № 2 — горничная. Она уже появлялась в качестве присяжного в третьем деле. На неё поглядывал Джон Гарридеб, который из-за бедности не мог позволить себе настоящую горничную.
- Присяжный № 3 — фанат стереоскопии. Как ни трудно догадаться, он был одержим стереоскопией. Его знания об этой технологии оказались очень важны для рассматриваемого дела.
- Присяжный № 4 — хирург. Он тоже появлялся в прошлом деле в качестве присяжного. Во время суда носил одежду доктора и перчатки на руках, из-за чего объявлял вердикт стуча не рукой, а лбом. Он оперировал раненого Херлока Шолмса и не мог понять, куда делась пуля в его теле.
- Присяжный № 5 — телеграфистка, знакомая игроку по третьему делу. Вместо печатной машинки работала с телеграфом. Она оказалась коллегой Эшли Грейдона и смогла опознать его на фотографии с места преступления.
- Присяжный № 6 — турист. Подозрительно выглядящий мужчина в тёплой меховой одежде, в тёмных очках, со словарём и мышью-питомцем. Рюноскэ сразу распознал в нём известного русского революционера и преступника по имени Вилен Борщевик, однако никто, кроме него, кажется, не обратил на это внимания. Во время суда постоянно спрашивал, как ему добраться до Хрустальной башни. По его словам, он был специалистом по оружию. Во время обсуждения история Вилена о его ранении помогла Рюноскэ понять, как Херлок Шолмс мог получить ранение, не будучи задетым пулей.

### Эпизодические герои

#### Расцветающий адвокат
- Рэй Мэмбами (англ. Rei Membami) — подзащитная дела, студентка университета Юмэй. Лучшая подруга Сусато в Японии. Очень эмоциональная девушка, готовая даже расплакаться от переизбытка эмоций. Как и Сусато, знала боевые искусства. Была явно неравнодушна к образу «Рютаро Наруходо».
- Райтэн Мэнимэмо (англ. Raiten Menimemo) — журналист из Японии. Был очень горячим человеком, гордящимся своей страной и ненавидящим судебную систему. Первоначально появился как фоновый персонаж, фотографирующий позирующего во время дачи показаний Сосэки Нацумэ, но позже был вызван как свидетель. В день убийства Джезель Бретт он пришёл к ней в пляжный домик, чтобы взять интервью, однако наглая женщина стала насмехаться над ним. Разъярённый журналист отравил Бретт особым ядом, ранее украденным из лаборатории университета Юмэй. Когда к Джезель пришла Рэй, Райтэн понял, что из-за яда его причастность тут же вычислят, поэтому он скрытно ударил женщину в спину ножом, после чего сфотографировал, как Рэй пытается вытащить нож из её тела, чтобы потом анонимно отправить фото как улику в полицию. Однако журналист был разоблачён, когда Сусато нашла совпадающую трещину на «анонимной» фотографией и фотографией, сделанной Райтэном в газету. Мэнимэмо пытался оправдаться, заявив о своей патриотичности, но был буквально «отправлен в воздух» совместными усилиями Сусато и Рэй. Позднее уже арестованный журналист сообщил Сусато о пропаже тела Кадзумы с корабля «Буря».

#### Воспоминания об облачном Кокоро
- Уильям Шемспир (англ. William Shamspeare) — жертва и одновременно преступник дела. Безработный и нищий, он носил яркую, кричащего цвета одежду в театральном стиле и парик на голове. Был большим поклонником творчества Уильяма Шекспира и старался подражать своей речью его стихам. Он снимал комнату у Джона Гарридеба и являлся соседом Сосэки Нацумэ; он эпизодически появлялся и в первой игре как прохожий. Много лет назад он находился в тюрьме со своим другом Селденом, который тяжело болел. В благодарность за уход умирающий Селден дал Шемспиру ключ от некого сокровища, спрятанного в доме Гарридебов. После выхода из тюрьмы Уильям узнал, что квартира с сокровищем уже была занята Дунканом Россом. Шемспир поселился в соседней с ним комнате и по ночам начал дуть в газовую трубу, чтобы напугать Дункана и выгнать его из квартиры. Однако из-за его действий юноша однажды задохнулся и умер. Въехать в квартиру усопшего Шемспиру не удалось из-за расследования. Позднее в неё переехал Сосэки Нацумэ. Уильям попытался выгнать его так же, как и Дункана, но после манипуляций с трубой он отравился и чуть не погиб. В суде представлял себя как жертву отравления, однако по мере расследования стало очевидно, что Шемспир ничем не лучше своего отравителя: Наруходо изобличил его сначала в обмане газовой компании, а затем и в убийстве Дункана Росса. Отчаявшийся Шемспир станцевал свой последний танец, а его фальшивые драгоценности разлетелись в стороны.
- Олив Грин (англ. Olive Green) — возвращается как свидетель дела. Она была печальной, несколько депрессивной полной девушкой-художницей. Она находилась в больнице после событий прошлой игры. Там она попыталась отравить себя ядом, но её вовремя остановили главные герои. Позднее выясняется причина её прошлого появления на улице рядом с домом Гарридебов: в тот день она выманила Шемспира из дома, пробралась в его квартиру и отравила трубу, через которую Шемспир дул газ в другую комнату. На это её сподвигли слова Сосэки Нацумэ, жаловавшегося на ощущение удушения во сне. Олив Грин заподозрила, что Шемспир может быть причастен к загадочной смерти её жениха Дункана Росса, погибшего в той же комнате. Когда её действия разоблачили, она с криком упала со стойки свидетеля, уронив на себя свой мольберт. Немного позже, когда был разоблачён уже Шемспир, она пожелала ему получить по заслугам за все свои преступления. В конце дела она впервые улыбнулась и поблагодарила Наруходо и Сусато за то, что они не дали совершить ей непоправимое и помогли достичь правосудия для убийцы Дункана.
- Адрон Б. Митерманн (англ. Adron B. Metermann) — работник газовой компании, свидетель дела. Внешне был похож на пчелиного трутня. Как и Шемспир, эпизодически появился ещё в первой игре. Очень предан газовой компании «Альтамонт».
- Дункан Росс (англ. Duncan Ross) — студент, покойный жених Олив Грин. Он жил в квартире Селдена, пока однажды не умер при странных обстоятельствах. Окружающие посчитали, что причиной его смерти был неупокоенный дух Селдена, но на деле смерть Дункана была куда более прозаичной и трагичной: он задохнулся во сне, когда его сосед, Уильям Шемспир, начал через трубу дуть газ в комнату юноши, что привело к его смерти. Из-за смерти Дункана Олив впала в серьёзную депрессию и в конце концов решила отравить Шемспира, но, поскольку она сомневалась в его виновности, сделала это так, чтобы он отравился только при попытке повторить трюк с трубой. Ловушка Олив сработала, и Шемспир оказался отравлен при попытке задуть газ в комнату Сосэки. Позднее и Олив, и Шемспир были арестованы за свои преступления.
- Селден (англ. Selden) — заключённый, друг Уильяма Шемспира. Находясь в тюрьме, он тяжело заболел и завещал своему другу сокровище, спрятанное в его комнате. Сокровищем оказался собачий ошейник знатной семьи Баскервиль, чьё важное значение герои узнали лишь через несколько месяцев.

#### Возвращение великой усопшей души
- Альберт Хэрбрейн (англ. Albert Harebrayne) — подзащитный дела, учёный и друг Барока ван Зикса. Имел светлого цвета пушистую причёску, одевался в лабораторный халат. Поведением и характером был похож на стереотипного безумного учёного. Во время научной выставки его эксперимент с перемещением человека пошёл не по плану, и его ассистент оказался убит, в чём обвинили Альберта.
- Оди Асман (англ. Odie Asman)— жертва дела, бизнесмен и инвестор. Он ассистировал Хэрбрейну в его эксперименте, но в ходе него что-то пошло не так, и Оди, уже мёртвый, попал в другое место. Пути, ведущие к смерти Асмана, были очень запутанными и долгими: годы назад Оди был журналистом, который осветил историю Еноха Дреббера и его причастность к делу «Профессора», что поставило крест на карьере молодого учёного. Затем Оди начал шантажировать Кортни Ситхе за то же самое дело, вымогая у неё деньги. Это позволило Оди Асману стать криминальным авторитетом Лондона, которого не могли посадить в тюрьму из-за подкупа присяжных. Спустя девять лет после начала своей криминальной империи Оди, уже позабыв о Дреббере, попросил того помочь ему и Альберту в постройке устройства для телепортации. Поначалу всё шло хорошо, однако во время эксперимента на выставке Оди, находясь в клетке для телепортации, не переместился, а упал вниз, серьёзно пострадав. Когда он попытался выбраться, его убила Кортни Ситхе ударом отвёрткой в грудь. Все это было совместным планом двух людей — коронёра Ситхе и учёного Дреббера, которым Оди Асман годы назад разрушил жизни.
- Готтс (англ. Gotts) — маленький мальчик родом из Богемии, свидетель дела. Он был весьма избалованным ребёнок, любящим шарики. Его имя очень длинное, из-за чего все его называли его просто «Готтс». Он сфотографировал секунды до «телепортации» Оди Асмана на камеру.
- Бальтазар Лун (англ. Balthazar Lune) — владелец воздушных шаров, которыми пользовались посетители Всемирная выставке, свидетель дела. В ходе дачи показаний постоянно продавал Готтсу шарики (даже после того, как они поругались из-за качества шаров Бальтазара). Очень гордился своими изделиями и не терпел критики в их адрес.
- Эсмеральда Тусспелс (англ. Esmeralda Tusspells) — французский скульптор и владелица музея восковых фигур. Она происходила из рода создателей фигур, которые прославились своими качественными и реалистичными изображениями людей. В подростковом возрасте она, с разрешения Маэля Стронгхарта, сделала восковую фигуру «Профессора» и Еноха Дреббера. Вскоре после открытия музея восковая фигура «Профессора» была украдена и использована настоящим Енохом Дреббером для его плана по убийству Оди Асмана. Позднее фигура была восстановлена и возвращена. После суда Барок ван Зикс открыл ключом железную маску, скрывающую лицо «Профессора». Им оказался японец, Гэнсин Асоги, отец Кадзумы Асоги. Вид отца вернул память Кадзуме, который в тот момент находился в образе «Ученика в маске».
- Енох Дреббер (англ. Enoch Drebber) — инженер с белыми длинными волосами и роботизированной рукой. В молодости подавал надежды как учёный, но в тайне он занимался рытьём могилы известных преступников, чтобы заработать денег на их продаже. Когда он попытался раскопать могилу серийного убийцы «Профессора», он неожиданно увидел, как «мертвец» восстаёт из могилы. После этого ожившего убийцу кто-то застрелил; стрелок находился позади Дреббера. До смерти перепуганный Енох, весь в крови, убежал с кладбище и попытался рассказать общественности о случившемся. Ему никто не поверил, кроме Оди Асмана, который опубликовал статью, что разрушила жизнь Дреббера, ведь все узнали о его сомнительном занятии. Это озлобило его, и в дальнейшем Енох занялся мошенничеством, продавая фальшивые изобретения. По просьбе уже не узнавшего его Оди Асмана он построил машину для Альберта Хэрбрейна, однако у инженера были свои злые планы: он хотел убить Асмана и подставить Хэрбрейна. В этом ему помогла Кортни Ситхе, у которой был свой зуб на Асмана. В суде Рюноскэ разоблачил заговорщиков, и они оба были арестованы за убийство.
- Кортни Ситхе (англ. Courtney Sithe) — коронёр, мать Марии Гори. Упоминалась ещё в первой игре. Очень холодная, отчуждённая и несколько раздражительная женщина. Давным-давно работала с Джоном Уилсоном и Юдзином Микотобой и участвовала в заговоре с делом «Профессора». Именно она подделала отчёт о вскрытии Гэнсина Асоги. Об этом узнал Оди Асман и начал шантажировать женщину, что вынудило ту платить преступнику деньги. Годы спустя, когда Кортни прибыла на место неудачной телепортации устройства Альберта Хэрбрейна, ей выпал шанс отомстить Асману: в записке на фальшивом теле Оди, оказавшемся восковой фигурой «Профессора», ей предписывалось поменять место преступления, дабы в смерти бизнесмена обвинили Хэрбрейна. Однако когда Ситхе пришла на место, куда упал Осман, она увидела, что он всё ещё жив, и убила его ударом в грудь. Вызванная в суд и допрошенная, Кортни все же признала вину в соучастии, но Рюноскэ, выявив несостыковки, разоблачил коронёра как убийцу.
- Мария Гори (англ. Maria Gorey) — коронёр, дочь Кортни Ситхе. Немного жуткая девушка с необычным интересом к трупам и смерти. В этом деле играла эпизодическую роль, но уже в следующем она провела вскрытие Тобиаса Грегсона и поняла, что с его телом что-то сделали, чтобы скрыть время смерти. Лорд Стронгхарт приказал ей не указывать время смерти в протоколе вскрытия. Поначалу она следовала его приказу, но позже, когда Рюноскэ сказал, что, слушаясь его, она может закончить так же, как и её мать, Мария переосмыслила свои принципы и рассказала главным героям, что не может определить время смерти. В дальнейшем она пришла в суд для дачи показаний вместе с Юдзином Микотобой. И хотя Стронгхарт, бывший судьёй, угрожал Гори наказанием, она твёрдо решила встать на сторону правды. После суда Мария навестила свою мать в тюрьме, выразив радость, что, несмотря на заключение, она все же жива.

#### Извращённая карма и его прощальный поклон
- Дейли Виджил (англ. Daley Vigil) — бывший надзиратель в тюрьме, где содержался Гэнсин Асоги. Дейли часто общался с Гэнсином и, узнав его поближе, не верил в его виновность в убийствах. Незадолго до казни Асоги Дейли увидел, как тот прячет некую записку. Заключённый попросил никому об этом не рассказывать. После казни надзиратель, как обычно, подписал документ о смерти заключённого, хотя и заметил, что гроб Асоги был уже заколочен, когда он пришёл. Через неделю выяснилось, что Асоги сбежал, и в содействии ему был обвинён Дейли, которого тут же уволили. Он попытался покончить с собой, но выжил: травмирующий опыт стёр из его памяти воспоминания о Гэнсине, и Дейли убедил себя, что он уволился сам. Он не решился рассказать жене правду и в конце концов устроился работать уличным торговцем сплетен под псевдонимом «Хью Бун» (англ. Hugh Boone). Однажды к нему пришёл Тобиас Грегсон, который сразу раскусил его маскировку. Он предложил бывшему надзирателю работу: за деньги он должен был ходить по городу с удостоверением Грегсона и выдавать себя окружающим за него. Без ведома Дейли, пока его не было, его квартирой пользовался Грегсон, который устроил там кабинет для тайной деятельности в качестве Жнеца Олд-Бейли. В один вечер Дейли пришёл к Фабьену и Пеппино и те, приняв его за настоящего детектива, закрыли в своей комнате. Выбравшись оттуда лишь утром, он вернулся к работе продавца сплетен и пришёл вечером к месту встречи с детективом Грегсоном, но там он и его коллеги нашли труп Грегсона и шокированного Барока ван Зикса. В суде Дейли выдавал себя сначала за Госсипа, а затем за Хью Буна, но его маскировку была раскрыта. Дальнейший допрос все сильнее усугублял и без того шаткое психическое здоровье Дейли, и в конце концов Виджил вспомнил всё о днях своей работы надзирателем. Воспоминание было до того травмирующим, что Виджил был госпитализирован. Через день вместе с Барри Кайдином он дал последние показания, проливающие свет на дело «Профессора». Его слова о последней воле и записке Гэнсина Асоги помогли раскрыть правду: записка оказалась завещанием Клинта ван Зикса, и с её помощью Стронгхарт был разоблачён как истинный виновник всех преступлений.
- Эви Виджил (англ. Evie Vigil) — жена Дейли Виджила, мать его сыновей. Выступала в качестве присяжного в предыдущем деле. Обратилась за помощью к Херлоку Шолмсу с просьбой отыскать её пропавшего супруга.
- Фабьен де Руссо и Пеппино де Росси (англ. Fabien de Rousseau and Peppino de Rossi) — мелкие мошенники, члены так называемого «Союза Рыжих». Фабьен — высокий француз, очень галантный и несколько напыщенный, а Пеппино — итальянец, задорный и прожорливый, похожий на ребёнка коротышка. Оба мошенника, впрочем, склонны плакать, когда их ловят на лжи. Они заперли у себя в комнате Дейли Виджила, подумав, что он настоящий детектив. Позже их раскрыл и отдал в руки полиции Херлок Шолмс. Они дали показания в суде, разоблачающие истинную личность Дейли Виджила. После суда, находясь в тюрьме, они подружились с Дейли Виджилом и пообещали разбогатеть вместе с ним на новой схеме, когда они выйдут на свободу.
- Сэндвич (англ. Sandvich) — уличный торговец, прозванный так из-за надетой на себя рекламной доски-сэндвича. Он уже появлялся в прошлой игре под именем Беппо.
- Венера (англ. Venus) — уличная торговка хлопушками. Внешним видом напоминала Красную Шапочку.
- Барри Кайдин (англ. Barry Caidin) — начальник тюрьмы «Баркли». Суровый и грубый человек. В прошлом именно он, а не Дейли Виджил, по просьбе прокуратуры посодействовал побегу Гэнсина Асоги. Свои поступки оправдывал тем, что просто выполнял приказ начальства. Вместе с Дейли Виджилом Кайдин дал последние показания в суде, навсегда раскрывшие преступную деятельность Маэля Стронгхарта.

#### Решимость Рюноскэ Наруходо
- Гэнсин Асоги (англ. Genshin Asogi) — студент из Японии, отец Кадзумы Асоги. Находясь в Англии, он подружился с Клинтом ван Зиксом. Позднее он узнал о его причастности к убийствам «Профессора» и попытался обратиться к Маэлю Стронгхарту, дабы тот начал расследование, но он отказался. Тогда Гэнсин обратился к самому Клинту. Они договорились, что Гэнсин убьёт Клинта в честной дуэли, а перед этим Клинт напишет завещание с признанием. В итоге Клинт погиб в дуэли от рук Гэнсина. Вскоре после этого он был объявлен пятой жертвой серийного убийцы, которым, в свою очередь, объявили Гэнсина. Опасаясь, что японский студент станет помехой для отношений между Великобританией и Японией, власти решили скрыть личность Гэнсина, заставив того носить железную маску. Вместе с тем Асоги заключил со Стронгхартом сделку: они фиктивно казнят его, а после этого выкопают и отправят домой, в Японию. В мече Карума Гэнсин спрятал третью часть завещания Клинта. Незадолго до «казни» Асоги встретился с Юдзином, которого он попросил помочь скрывающейся молодой дворянке, леди Баскервиль. После «казни» Гэнсин был закопан на кладбище. Стронгхарт и Дзигоку пришли его откапывать, но всем планам помешал студент Енох Дреббер, который увидел, как Гэнсин «восстаёт» из фальшивой могилы. Дзигоку застрелил Асоги, навсегда умертвив его в уже настоящей могиле. Лишь спустя много лет совместные усилия Рюноскэ, Кадзумы и Барока помогли раскрыть дело «Профессора» и узнать правду о смерти Гэнсина. В результате лжи вокруг Гэнсина Асоги был положен конец.
- Клинт ван Зикс (англ. Klint van Zieks) — прокурор из Англии, старший брат Барока, член знатной дворянской семьи и муж леди Баскервиль. Имел собаку по имени Балмунг. Отчаявшись от коррупции и безнаказанности высших чинов, он совершил своё первое убийство с помощью своей собаки. Об этом прознал Маэль Стронгхарт и начал шантажировать Клинта, дабы тот убивал дальше уже в интересах Стронгхарта. Таким образом Клинт стал «Профессором» (англ. The Professor), серийным убийцей. После четвёртого убийства Клинт находился на грани и уже не мог дальше убивать. Он договорился с Гэнсином Асоги, что тот даст ему достойную смерть и позаботится о его жене и будущем ребёнке. Клинт пал в дуэли и был объявлен пятой жертвой серийного убийца. Барок был глубоко подавлен смертью брата, которым он восхищался, и впоследствии взял себе его значок, поклявшись очистить улицы Лондона от преступности. Правду о Клинте все узнали спустя долгие годы, прочитав его завещание, в котором он признался во всех преступлениях и проклял своего шантажиста, Маэля Стронгхарта.
- Леди Баскервиль (англ. Lady Baskerville) — жена Клинта, дворянка. По просьбе Гэнсина к ней приехал Юдзин Микотоба и нашёл её, одинокую, в её доме. Она была беременна и рожала, и Юдзин принял у неё роды. К сожалению, леди Баскервиль не пережила роды и умерла. Родившуюся девочку Микотоба назвал Айрис в честь своей умершей жены Аямэ. Перед отправлением в Японию он отдал её на воспитание Херлоку Шолмсу.
- Чикин Строгенов (англ. Tchikin Strogenov) — моряк на корабле, на котором пытался сбежать из страны Сэйсиро Дзигоку. За деньги он помог ему спрятаться, хотя Херлок и Микотоба успешно раскрыли их план. Он брат Бифа Строгенова.

### Присяжные

#### Воспоминания об облачном Кокоро
- Присяжный № 1 — банкир, старшина коллегии присяжных. Как и почти все присяжные в этом деле, он был повторно вызван в суд над Сосэки Нацумэ.
- Присяжный № 2 — молодая женщина. Как и в прошлый раз, она была наивной и часто говорила о своей шляпе.
- Присяжный № 3 — молодой мужчина. На этот раз во время обсуждения он рассказал весьма важную для дела информацию, вспомнив об инциденте, когда на его глазах сотрудник газовой компании сильно дунул в газовую лампу присяжного № 3, что привело к утечке газа в здании. Это подсказало Рюноскэ, как именно Уильям Шемспир вызывал ощущение удушья у своих соседей по дому.
- Присяжный № 4 — жена президента газовой компании Альтамонт. Её звали Куинби Альтамонт (англ. Quinby Altamont). Внешне была похожа на осу или пчелиную матку. Крайне ревностно относилась к газу компании и ненавидела конкурентов. Она лично проследила за показаниями Адрона Б. Митерманна, заняв рядом с ним стойку свидетеля. После истории присяжного № 3 Куинби подтвердила, что если сильно дунуть в конец газовой трубы, то низкое давление временно упадёт, что приведёт к колебанию всех подключаемых ламп. Так компания могла определить, был ли украден газ, если лампа в каком-то другом доме мигала. Это навело Наруходо на мысль, что Шемспир проделывал этот трюк с Сосэки Нацумэ и делал это раньше с предыдущим жильцом.
- Присяжный № 5 — дорожный рабочий. Во время суда вспоминал свою жену.
- Присяжный № 6 — пожилой мужчина. В ходе обсуждения он рассказал, что спит всего три часа в сутки, так как любит читать по ночам.

#### Возвращение великой усопшей души
- Присяжный № 1 — мужчина средних лет, старшина коллегии присяжных. Во время суда часто читал газету.
- Присяжный № 2 — женщина средних лет. В следующем деле она вернулась, представившись как Эви Виджил.
- Присяжный № 3 — фокусник. Он был знаком с Енохом Дреберром и был невысокого о нём мнения.
- Присяжный № 4 — учёный. Как и присяжный № 3, он знал Дреббера и нелестно о нём отзывался, как о инженере.
- Присяжный № 5 — молодая девушка. Во время суда она ела много кукурузы.
- Присяжный № 6 — полицейский. Он появился во время расследования как неназванный спящий полицейский в музее мадам Тусспелс, которого Херлок Шолмс принял за восковую фигуру. Во время суда высоко отзывался о Кортни Ситхе и не верил, что она могла быть причастна к делу. Присяжный рассказал, что в девичестве коронёра звали Кортни Стивенс, и Рюноскэ понял, что именно она подписала протокол вскрытия «Профессора» много лет назад. Раскрытие этого факта поспособствовало тому, что все присяжные проголосовали за «невиновный» вердикт.